# Temporada da WTA de 2019
A temporada da WTA de 2019 foi o circuito feminino das tenistas profissionais de elite para o ano em questão. A Associação de Tênis Feminino (WTA) organiza a maioria dos eventos – os WTA Premier Mandatory, WTA Premier 5, WTA Premier, WTA International e os de fim de temporada e os de fim de temporada (WTA Finals e WTA Elite Trophy), enquanto que a Federação Internacional de Tênis (ITF) tem os torneios do Grand Slam, a Fed Cup e a Copa Hopman.

## Transmissão
Esta é a lista de países e canais designados a transmitir os torneios organizados pela WTA durante a temporada em questão:
Países lusófonos

| País(es) | Canal(is)         |
| -------- | ----------------- |
| Brasil   | DAZN Sony Channel |

Resto do mundo
| País(es)                                                                              | Canal(is)                      |
| Países avulsos                                                                        |                                |
| ------------------------------------------------------------------------------------- | ------------------------------ |
| internet (mundialmente)                                                               | WTA TV                         |
| Américas                                                                              |                                |
| Canadá                                                                                | DAZN TVA Sports [en]           |
| Estados Unidos                                                                        | beIN Sports Tennis Channel     |
| Ásia                                                                                  |                                |
| China                                                                                 | iQIYI                          |
| Coreia do Sul                                                                         | SPOTV [en] (Eclat)             |
| Hong Kong                                                                             | Now TV [en] (PCCW)             |
| Índia                                                                                 | VEQTA                          |
| Singapura                                                                             | StarHub                        |
| Tailândia                                                                             | TrueVisions [en]               |
| Taiwan                                                                                | Sportcast                      |
| Turquia                                                                               | beIN Sports                    |
| Vietname                                                                              | VietContent                    |
| Europa                                                                                |                                |
| Bielorrússia                                                                          | Belarus TV                     |
| Bulgária                                                                              | Bulsatcom                      |
| Chéquia                                                                               | O2 [en]                        |
| Dinamarca                                                                             | TV 2                           |
| Eslováquia                                                                            | Digi Sport                     |
| Espanha                                                                               | DAZN Teledeporte (TVE)         |
| Estónia                                                                               | Delfi TV [lt]                  |
| Grécia                                                                                | Cosmote TV [en]                |
| Hungria                                                                               | Digi Sport Hungria [en]        |
| Letónia                                                                               | Best4Sport TV                  |
| Países Baixos                                                                         | Fox Sports                     |
| Polónia                                                                               | TVP                            |
| Roménia                                                                               | Digi Sport Romênia [en]        |
| Rússia                                                                                | Match TV [en]                  |
| Ucrânia                                                                               | Match TV [en] Poverkhnost [uk] |
| Oceania                                                                               |                                |
| Austrália                                                                             | beIN Sports                    |
| Regiões                                                                               |                                |
| África subsariana                                                                     | Kwesé Sports [en]              |
| América Latina                                                                        | Sony Channel                   |
| Caribe                                                                                | SportsMax [es]                 |
| Norte da África Oriente Médio                                                         | beIN Sports                    |
| Agrupamentos                                                                          |                                |
| Ásia                                                                                  |                                |
| Brunei · Malásia                                                                      | Astro [en]                     |
| Europa                                                                                |                                |
| Alemanha · Áustria · Japão · Suíça                                                    | DAZN                           |
| Bélgica · França                                                                      | beIN Sports                    |
| Bósnia e Herzegovina · Croácia · Eslovénia · Kosovo · Macedónia · Montenegro · Sérvia | Sport Klub [en]                |
| Irlanda · Reino Unido                                                                 | BT Sport [en]                  |
| Itália · San Marino · Vaticano                                                        | SuperTennis                    |

## Calendário

### Países
| Torneios | País(es)                                                                                                   | País(es)                                                                                            |
| -------- | --- | --------------------------------------------------------------------------------------------------- |
| 9        | China | China                                                                                               |
| 8        | Estados Unidos                                                                                             | Estados Unidos                                                                                      |
| 5        | Austrália                                                                                                  | Austrália                                                                                           |
| 4        | Reino Unido                                                                                                | Reino Unido                                                                                         |
| 2        | Alemanha · Espanha · França · Itália                                                                       | Japão · México · Suíça · Rússia                                                                     |
| 1        | Áustria · Canadá · Catar · Chéquia · Colômbia · Coreia do Sul · Emirados Árabes Unidos · Hungria · Letónia | Luxemburgo · Marrocos · Nova Zelândia · Países Baixos · Roménia · Tailândia · Turquia · Uzbequistão |

### Mudanças
- Torneio(s):
  - Debutantes: Hua Hin, Jūrmala, Lausanne, Nova York e Zhengzhou;
  - Extintos: Gstaad, Quebec, Moscou International, New Haven, Taipé e Tóquio;
  - Cancelado: Hong Kong;
  - Retomados: Osaka e Palermo;
  - Transferido: Finals (Singapura para Shenzhen).

- Datas:
  - Uma semana antes: Elite Trophy;
  - Uma semana depois: Finals;
  - Julho para setembro: Nanchang.

- Movimentações de rotina:
  - Cidade: Montreal para Toronto (troca anual entre ATP e WTA);
  - Categoria: Doha (WTA Premier 5 para WTA Premier) e Dubai (WTA Premier para WTA Premier 5).

### Mês a mês

#### Legenda
Abaixo estão exemplos, com explicações usando o elemento dica de contexto. Basta passar o cursor sobre cada linha pontilhada para lê-las.
| Semana de                   | Torneio                                                                                        | Campeã(s)(o/ões)            | Vice-campeã(s)(o/ões)     | Resultado            |
| --------------------------- | ---------------------------------------------------------------------------------------------- | --------------------------- | ------------------------- | -------------------- |
| 16 de janeiro 23 de janeiro | Australian Open · Melbourne, Austrália · Grand Slam · A$ 12.176.550 – duro – 128S•96Q•64D•32DM | jogador(a) 1                | jogador(a) 2              | 7–61, 4–6, 7–6(10–6) |
| 16 de janeiro 23 de janeiro | Australian Open · Melbourne, Austrália · Grand Slam · A$ 12.176.550 – duro – 128S•96Q•64D•32DM | jogador(a) 3 · jogador(a) 4 | jogador(a) 5 jogador(a) 6 | 4–6, 6–4, [11–9]     |
| 16 de janeiro 23 de janeiro | Australian Open · Melbourne, Austrália · Grand Slam · A$ 12.176.550 – duro – 128S•96Q•64D•32DM | jogadora 7 jogador 8        | jogadora 9 jogador 10     | 6–2, 4–6, [10–3]     |

| Casos excepcionais | Premiação               | Grand Slam | Grand Slam | Grand Slam |
| Casos excepcionais | Premiação               | Variável   |            |            |
| Casos excepcionais | Número de participantes | QD         | E          |            |
| Casos excepcionais | Ordenação dos torneios  |            |            |            |

| Ícones | Clicável      |                                        |                                           |
| Ícones | Clicável      | edição do torneio                      |                                           |
| Ícones | Não-clicáveis |                                        | primeiro título conquistado na modalidade |
| Ícones | Não-clicáveis | o(a) jogador(a)/país defendeu o título |                                           |

#### Janeiro
| Semana de                   | Torneio | Campeã(s)(o/ões)                       | Vice-campeã(s)(o/ões)                          | Resultado         |
| --------------------------- | --- | -------------------------------------- | ---------------------------------------------- | ----------------- |
| 31 de dezembro              | Brisbane International Brisbane, Austrália WTA Premier US$ 1.000.000 – duro – 30S•32Q•16D                   | Karolína Plíšková                      | Lesia Tsurenko                                 | 4–6, 7–5, 6–2     |
| 31 de dezembro              | Brisbane International Brisbane, Austrália WTA Premier US$ 1.000.000 – duro – 30S•32Q•16D                   | Nicole Melichar Květa Peschke          | Chan Hao-ching Latisha Chan                    | 6–1, 6–1          |
| 31 de dezembro              | ASB Classic Auckland, Nova Zelândia WTA International US$ 250.000 – duro – 32S•32Q•16D                      | Julia Görges                           | Bianca Andreescu                               | 2–6, 7–5, 6–1     |
| 31 de dezembro              | ASB Classic Auckland, Nova Zelândia WTA International US$ 250.000 – duro – 32S•32Q•16D                      | Eugenie Bouchard · Sofia Kenin         | Paige Mary Hourigan Taylor Townsend            | 1–6, 6–1, [10–7]  |
| 31 de dezembro              | Shenzhen Open Shenzhen, China WTA International US$ 750.000 – duro – 32S•16Q•16D                            | Aryna Sabalenka                        | Alison Riske                                   | 4–6, 7–62, 6–3    |
| 31 de dezembro              | Shenzhen Open Shenzhen, China WTA International US$ 750.000 – duro – 32S•16Q•16D                            | Peng Shuai Yang Zhaoxuan               | Duan Yingying Renata Voráčová                  | 6–4, 6–3          |
| 31 de dezembro              | Mastercard Hopman Cup Perth, Austrália Competição de curta duração entre países – mista duro (coberto) – 8E | Suíça · Belinda Bencic · Roger Federer | Alemanha · Angelique Kerber · Alexander Zverev | 2–1               |
| 7 de janeiro                | Sydney International Sydney, Austrália WTA Premier US$ 823.000 – duro – 30S•24Q•16D                         | Petra Kvitová                          | Ashleigh Barty                                 | 1–6, 7–5, 7–63    |
| 7 de janeiro                | Sydney International Sydney, Austrália WTA Premier US$ 823.000 – duro – 30S•24Q•16D                         | Aleksandra Krunić Kateřina Siniaková   | Eri Hozumi Alicja Rosolska                     | 6–1, 7–63         |
| 7 de janeiro                | Hobart International Hobart, Austrália WTA International US$ 250.000 – duro – 32S•24Q•16D                   | Sofia Kenin                            | Anna Karolína Schmiedlová                      | 6–3, 6–0          |
| 7 de janeiro                | Hobart International Hobart, Austrália WTA International US$ 250.000 – duro – 32S•24Q•16D                   | Chan Hao-ching Latisha Chan            | Kirsten Flipkens Johanna Larsson               | 6–3, 3–6, [10–6]  |
| 14 de janeiro 21 de janeiro | Australian Open Melbourne, Austrália Grand Slam A$ 28.814.100 – duro – 128S•128Q•64D•32DM                   | Naomi Osaka                            | Petra Kvitová                                  | 7–62, 5–7, 6–4    |
| 14 de janeiro 21 de janeiro | Australian Open Melbourne, Austrália Grand Slam A$ 28.814.100 – duro – 128S•128Q•64D•32DM                   | Samantha Stosur Zhang Shuai            | Tímea Babos Kristina Mladenovic                | 6–3, 6–4          |
| 14 de janeiro 21 de janeiro | Australian Open Melbourne, Austrália Grand Slam A$ 28.814.100 – duro – 128S•128Q•64D•32DM                   | Barbora Krejčíková · Rajeev Ram        | Astra Sharma John-Patrick Smith                | 7–63, 6–1         |
| 28 de janeiro               | St. Petersburg Ladies Trophy São Petersburgo, Rússia WTA Premier US$ 823.000 – duro (coberto) – 28S•32Q•16D | Kiki Bertens                           | Donna Vekić                                    | 7–62, 6–4         |
| 28 de janeiro               | St. Petersburg Ladies Trophy São Petersburgo, Rússia WTA Premier US$ 823.000 – duro (coberto) – 28S•32Q•16D | Margarita Gasparyan Ekaterina Makarova | Anna Kalinskaya Viktória Kužmová               | 7–5, 7–5          |
| 28 de janeiro               | Toyota Thailand Open Hua Hin, Tailândia WTA International US$ 250.000 – duro – 32S•24Q•16D                  | Dayana Yastremska                      | Ajla Tomljanović                               | 6–2, 2–6, 7–63    |
| 28 de janeiro               | Toyota Thailand Open Hua Hin, Tailândia WTA International US$ 250.000 – duro – 32S•24Q•16D                  | Irina-Camelia Begu Monica Niculescu    | Anna Blinkova Wang Yafan                       | 2–6, 6–1, [12–10] |

#### Fevereiro
| Semana de       | Torneio | Campeã(s)                                     | Vice-campeã(s)                                  | Resultado        |
| --------------- | --- | --------------------------------------------- | ----------------------------------------------- | ---------------- |
| 4 de fevereiro  | Fed Cup: primeira fase Ostrava, Tchéquia – duro (coberto) Liège, Bélgica – duro (coberto) Brunsvique, Alemanha – duro (coberto) Asheville, Estados Unidos – duro (coberto) Competição de longa duração entre países US$ 7.500.000 – 8E | · Roménia · França · Bielorrússia · Austrália | · Chéquia · Bélgica · Alemanha · Estados Unidos | 3–2 3–1 4–0 3–2  |
| 11 de fevereiro | Qatar Total Open Doha, Catar WTA Premier US$ 916.131 – duro – 28S•31Q•16D | Elise Mertens                                 | Simona Halep                                    | 3–6, 6–4, 6–3    |
| 11 de fevereiro | Qatar Total Open Doha, Catar WTA Premier US$ 916.131 – duro – 28S•31Q•16D | Chan Hao-ching Latisha Chan                   | Anna-Lena Grönefeld Demi Schuurs                | 6–1, 3–6, [10–6] |
| 18 de fevereiro | Dubai Duty Free Tennis Championships Dubai, Emirados Árabes Unidos WTA Premier 5 US$ 2.828.000 – duro – 56S•32Q•28D | Belinda Bencic                                | Petra Kvitová                                   | 6–3, 1–6, 6–2    |
| 18 de fevereiro | Dubai Duty Free Tennis Championships Dubai, Emirados Árabes Unidos WTA Premier 5 US$ 2.828.000 – duro – 56S•32Q•28D | Hsieh Su-wei Barbora Strýcová                 | Lucie Hradecká Ekaterina Makarova               | 6–4, 6–4         |
| 18 de fevereiro | Hungarian Ladies Open Budapeste, Hungria WTA International US$ 250.000 – duro (coberto) – 32S•24Q•16D | Alison Van Uytvanck                           | Markéta Vondroušová                             | 1–6, 7–5, 6–2    |
| 18 de fevereiro | Hungarian Ladies Open Budapeste, Hungria WTA International US$ 250.000 – duro (coberto) – 32S•24Q•16D | Ekaterina Alexandrova · Vera Zvonareva        | Fanny Stollár Heather Watson                    | 6–4, 4–6, [10–7] |
| 25 de fevereiro | Abierto Mexicano Telcel Acapulco, México WTA International US$ 250.000 – duro – 32S•24Q•16D | Wang Yafan                                    | Sofia Kenin                                     | 2–6, 6–3, 7–5    |
| 25 de fevereiro | Abierto Mexicano Telcel Acapulco, México WTA International US$ 250.000 – duro – 32S•24Q•16D | Victoria Azarenka Zheng Saisai                | Desirae Krawczyk Giuliana Olmos                 | 6–1, 6–2         |

#### Março
| Semana de               | Torneio                                                                                                | Campeã(s)                       | Vice-campeã(s)                        | Resultado     |
| ----------------------- | --- | ------------------------------- | ------------------------------------- | ------------- |
| 4 de março 11 de março  | BNP Paribas Open Indian Wells, Estados Unidos WTA Premier Mandatory US$ 8.359.455 – duro – 96S•48Q•32D | Bianca Andreescu                | Angelique Kerber                      | 6–4, 3–6, 6–4 |
| 4 de março 11 de março  | BNP Paribas Open Indian Wells, Estados Unidos WTA Premier Mandatory US$ 8.359.455 – duro – 96S•48Q•32D | Elise Mertens · Aryna Sabalenka | Barbora Krejčíková Kateřina Siniaková | 6–3, 6–2      |
| 18 de março 25 de março | Miami Open Miami, Estados Unidos WTA Premier Mandatory US$ 9.035.428 – duro – 96S•48Q•32D              | Ashleigh Barty                  | Karolína Plíšková                     | 7–61, 6–3     |
| 18 de março 25 de março | Miami Open Miami, Estados Unidos WTA Premier Mandatory US$ 9.035.428 – duro – 96S•48Q•32D              | Elise Mertens Aryna Sabalenka   | Samantha Stosur Zhang Shuai           | 7–65, 6–2     |

#### Abril
| Semana de   | Torneio | Campeã(s)                                       | Vice-campeã(s)                            | Resultado        |
| ----------- | --- | ----------------------------------------------- | ----------------------------------------- | ---------------- |
| 1º de abril | Volvo Car Open Charleston, Estados Unidos WTA Premier US$ 823.000 – saibro (verde) – 56S•32Q•16D                                            | Madison Keys                                    | Caroline Wozniacki                        | 7–65, 6–3        |
| 1º de abril | Volvo Car Open Charleston, Estados Unidos WTA Premier US$ 823.000 – saibro (verde) – 56S•32Q•16D                                            | Anna-Lena Grönefeld Alicja Rosolska             | Irina Khromacheva Veronika Kudermetova    | 7–67, 6–2        |
| 1º de abril | Abierto GNP Seguros Monterrey, México WTA International US$ 250.000 – duro – 32S•32Q•16D                                                    | Garbiñe Muguruza                                | Victoria Azarenka                         | 6–1, 3–1, ab.    |
| 1º de abril | Abierto GNP Seguros Monterrey, México WTA International US$ 250.000 – duro – 32S•32Q•16D                                                    | Asia Muhammad Maria Sanchez                     | Monique Adamczak Jessica Moore            | 7–62, 6–4        |
| 8 de abril  | Claro Open Colsanitas Bogotá, Colômbia WTA International US$ 250.000 – saibro – 32S•24Q•15D                                                 | Amanda Anisimova                                | Astra Sharma                              | 4–6, 6–4, 6–1    |
| 8 de abril  | Claro Open Colsanitas Bogotá, Colômbia WTA International US$ 250.000 – saibro – 32S•24Q•15D                                                 | Zoe Hives · Astra Sharma                        | Hayley Carter Ena Shibahara               | 6–1, 6–2         |
| 8 de abril  | Samsung Open Lugano, Suíça WTA International US$ 250.000 – saibro – 32S•24Q•16D                                                             | Polona Hercog                                   | Iga Świątek                               | 6–3, 3–6, 6–3    |
| 8 de abril  | Samsung Open Lugano, Suíça WTA International US$ 250.000 – saibro – 32S•24Q•16D                                                             | Sorana Cîrstea Andreea Mitu                     | Veronika Kudermetova Galina Voskoboeva    | 1–6, 6–2, [10–8] |
| 15 de abril | Fed Cup: semifinais Rouen, França – saibro (coberto) Brisbane, Austrália – duro Competição de longa duração entre países US$ 7.500.000 – 8E | · França · Austrália                            | · Roménia · Bielorrússia                  | 3–2 3–2          |
| 22 de abril | Porsche Tennis Grand Prix Stuttgart, Alemanha WTA Premier US$ 886.077 – saibro (coberto) – 28S•32Q•16D                                      | Petra Kvitová                                   | Anett Kontaveit                           | 6–3, 7–62        |
| 22 de abril | Porsche Tennis Grand Prix Stuttgart, Alemanha WTA Premier US$ 886.077 – saibro (coberto) – 28S•32Q•16D                                      | Mona Barthel · Anna-Lena Friedsam               | Anastasia Pavlyuchenkova Lucie Šafářová   | 2–6, 6–3, [10–6] |
| 22 de abril | TEB BNP Paribas Istanbul Cup Istambul, Turquia WTA International US$ 250.000 – saibro – 32S•24Q•16D                                         | Petra Martić                                    | Markéta Vondroušová                       | 1–6, 6–4, 6–1    |
| 22 de abril | TEB BNP Paribas Istanbul Cup Istambul, Turquia WTA International US$ 250.000 – saibro – 32S•24Q•16D                                         | Tímea Babos Kristina Mladenovic                 | Alexa Guarachi Sabrina Santamaria         | 6–1, 6–0         |
| 29 de abril | J&T Banka Prague Open Praga, Tchéquia WTA International US$ 250.000 – saibro – 32S•32Q•16D                                                  | Jil Teichmann                                   | Karolína Muchová                          | 7–65, 3–6, 6–4   |
| 29 de abril | J&T Banka Prague Open Praga, Tchéquia WTA International US$ 250.000 – saibro – 32S•32Q•16D                                                  | Anna Kalinskaya · Viktória Kužmová              | Nicole Melichar Květa Peschke             | 4–6, 7–5, [10–7] |
| 29 de abril | Grand Prix de SAR La Princesse Lalla Meryem Rabat, Marrocos WTA International US$ 250.000 – saibro – 32S•30Q•16D                            | Maria Sakkari                                   | Johanna Konta                             | 2–6, 6–4, 6–1    |
| 29 de abril | Grand Prix de SAR La Princesse Lalla Meryem Rabat, Marrocos WTA International US$ 250.000 – saibro – 32S•30Q•16D                            | María José Martínez Sánchez Sara Sorribes Tormo | Georgina García Pérez Oksana Kalashnikova | 7–5, 6–1         |

#### Maio
| Semana de             | Torneio                                                                                               | Campeã(s)(o/ões)                   | Vice-campeã(s)(o/ões)            | Resultado         |
| --------------------- | --- | ---------------------------------- | -------------------------------- | ----------------- |
| 6 de maio             | Mutua Madrid Open Madri, Espanha WTA Premier Mandatory € 7.021.128 – saibro – 64S•32Q•28D             | Kiki Bertens                       | Simona Halep                     | 6–4, 6–4          |
| 6 de maio             | Mutua Madrid Open Madri, Espanha WTA Premier Mandatory € 7.021.128 – saibro – 64S•32Q•28D             | Hsieh Su-wei Barbora Strýcová      | Gabriela Dabrowski Xu Yifan      | 6–3, 6–1          |
| 13 de maio            | Internazionali BNL d'Italia Roma, Itália WTA Premier 5 € 3.452.538 – saibro – 56S•32Q•28D             | Karolína Plíšková                  | Johanna Konta                    | 6–3, 6–4          |
| 13 de maio            | Internazionali BNL d'Italia Roma, Itália WTA Premier 5 € 3.452.538 – saibro – 56S•32Q•28D             | Victoria Azarenka · Ashleigh Barty | Anna-Lena Grönefeld Demi Schuurs | 4–6, 6–0, [10–3]  |
| 20 de maio            | Internationaux de Strasbourg Estrasburgo, França WTA International US$ 250.000 – saibro – 32S•24Q•16D | Dayana Yastremska                  | Caroline Garcia                  | 6–4, 5–7, 7–63    |
| 20 de maio            | Internationaux de Strasbourg Estrasburgo, França WTA International US$ 250.000 – saibro – 32S•24Q•16D | Daria Gavrilova · Ellen Perez      | Duan Yingying Han Xinyun         | 6–4, 6–3          |
| 20 de maio            | Nürnberger Versicherungscup Nuremberg, Alemanha WTA International US$ 250.000 – saibro – 32S•24Q•16D  | Yulia Putintseva                   | Tamara Zidanšek                  | 4–6, 6–4, 6–2     |
| 20 de maio            | Nürnberger Versicherungscup Nuremberg, Alemanha WTA International US$ 250.000 – saibro – 32S•24Q•16D  | Gabriela Dabrowski Xu Yifan        | Sharon Fichman Nicole Melichar   | 4–6, 7–65, [10–5] |
| 27 de maio 3 de junho | Torneio de Roland Garros Paris, França Grand Slam € 19.991.500 – saibro – 128S•96Q•64D•32DM           | Ashleigh Barty                     | Markéta Vondroušová              | 6–1, 6–3          |
| 27 de maio 3 de junho | Torneio de Roland Garros Paris, França Grand Slam € 19.991.500 – saibro – 128S•96Q•64D•32DM           | Tímea Babos Kristina Mladenovic    | Duan Yingying Zheng Saisai       | 6–2, 6–3          |
| 27 de maio 3 de junho | Torneio de Roland Garros Paris, França Grand Slam € 19.991.500 – saibro – 128S•96Q•64D•32DM           | Latisha Chan · Ivan Dodig          | Gabriela Dabrowski Mate Pavić    | 6–1, 7–65         |

#### Junho
| Semana de   | Torneio                                                                                           | Campeã(s)                         | Vice-campeã(s)                                  | Resultado         |
| ----------- | ------------------------------------------------------------------------------------------------- | --------------------------------- | ----------------------------------------------- | ----------------- |
| 10 de junho | Nature Valley Open Nottingham, Reino Unido WTA International US$ 250.000 – grama – 32S•24Q•16D    | Caroline Garcia                   | Donna Vekić                                     | 2–6, 7–64, 7–64   |
| 10 de junho | Nature Valley Open Nottingham, Reino Unido WTA International US$ 250.000 – grama – 32S•24Q•16D    | Desirae Krawczyk · Giuliana Olmos | Ellen Perez Arina Rodionova                     | 7–65, 7–5         |
| 10 de junho | Libéma Open 's-Hertogenbosch, Países Baixos WTA International US$ 250.000 – grama – 32S•24Q•16D   | Alison Riske                      | Kiki Bertens                                    | 0–6, 7–63, 7–5    |
| 10 de junho | Libéma Open 's-Hertogenbosch, Países Baixos WTA International US$ 250.000 – grama – 32S•24Q•16D   | Shuko Aoyama Aleksandra Krunić    | Lesley Kerkhove Bibiane Schoofs                 | 7–5, 6–3          |
| 17 de junho | Nature Valley Classic Birmingham, Reino Unido WTA Premier US$ 1.006.263 – grama – 32S•32Q•16D     | Ashleigh Barty                    | Julia Görges                                    | 6–3, 7–5          |
| 17 de junho | Nature Valley Classic Birmingham, Reino Unido WTA Premier US$ 1.006.263 – grama – 32S•32Q•16D     | Hsieh Su-wei Barbora Strýcová     | Anna-Lena Grönefeld Demi Schuurs                | 6–4, 46–7, [10–8] |
| 17 de junho | Mallorca Open Maiorca, Espanha WTA International US$ 250.000 – grama – 32S•24Q•16D                | Sofia Kenin                       | Belinda Bencic                                  | 26–7, 7–65, 6–4   |
| 17 de junho | Mallorca Open Maiorca, Espanha WTA International US$ 250.000 – grama – 32S•24Q•16D                | Kirsten Flipkens Johanna Larsson  | María José Martínez Sánchez Sara Sorribes Tormo | 6–2, 6–4          |
| 24 de junho | Nature Valley International Eastbourne, Reino Unido WTA Premier US$ 998.712 – grama – 56S•24Q•16D | Karolína Plíšková                 | Angelique Kerber                                | 6–1, 6–4          |
| 24 de junho | Nature Valley International Eastbourne, Reino Unido WTA Premier US$ 998.712 – grama – 56S•24Q•16D | Chan Hao-ching Latisha Chan       | Kirsten Flipkens Bethanie Mattek-Sands          | 2–6, 6–3, [10–6]  |

#### Julho
| Semana de              | Torneio                                                                                               | Campeã(s)(o/ões)                   | Vice-campeã(s)(o/ões)                  | Resultado         |
| ---------------------- | --- | ---------------------------------- | -------------------------------------- | ----------------- |
| 1º de julho 8 de julho | Torneio de Wimbledon Londres, Reino Unido Grand Slam £ 17.984.000 – grama – 128S•128Q•64D•48DM        | Simona Halep                       | Serena Williams                        | 6–2, 6–2          |
| 1º de julho 8 de julho | Torneio de Wimbledon Londres, Reino Unido Grand Slam £ 17.984.000 – grama – 128S•128Q•64D•48DM        | Hsieh Su-wei Barbora Strýcová      | Gabriela Dabrowski Xu Yifan            | 6–2, 6–4          |
| 1º de julho 8 de julho | Torneio de Wimbledon Londres, Reino Unido Grand Slam £ 17.984.000 – grama – 128S•128Q•64D•48DM        | Latisha Chan Ivan Dodig            | Jeļena Ostapenko Robert Lindstedt      | 6–2, 6–3          |
| 15 de julho            | Bucharest Open Bucareste, Romênia WTA International US$ 250.000 – saibro – 32S•32Q•16D                | Elena Rybakina                     | Patricia Maria Țig                     | 6–2, 6–2          |
| 15 de julho            | Bucharest Open Bucareste, Romênia WTA International US$ 250.000 – saibro – 32S•32Q•16D                | Viktória Kužmová Kristýna Plíšková | Jaqueline Cristian Elena-Gabriela Ruse | 6–4, 7–63         |
| 15 de julho            | Ladies Open Lausanne Lausanne, Suíça WTA International US$ 250.000 – saibro – 32S•24Q•15D             | Fiona Ferro                        | Alizé Cornet                           | 6–1, 2–6, 6–1     |
| 15 de julho            | Ladies Open Lausanne Lausanne, Suíça WTA International US$ 250.000 – saibro – 32S•24Q•15D             | Anastasia Potapova · Yana Sizikova | Monique Adamczak Han Xinyun            | 6–2, 6–4          |
| 22 de julho            | Baltic Open Jūrmala, Letônia WTA International US$ 250.000 – saibro – 32S•24Q•16D                     | Anastasija Sevastova               | Katarzyna Kawa                         | 3–6, 7–5, 6–4     |
| 22 de julho            | Baltic Open Jūrmala, Letônia WTA International US$ 250.000 – saibro – 32S•24Q•16D                     | Sharon Fichman · Nina Stojanović   | Jeļena Ostapenko Galina Voskoboeva     | 2–6, 7–61, [10–6] |
| 22 de julho            | Palermo Ladies Open Palermo, Itália WTA International US$ 250.000 – saibro – 32S•24Q•15D              | Jil Teichmann                      | Kiki Bertens                           | 7–63, 6–2         |
| 22 de julho            | Palermo Ladies Open Palermo, Itália WTA International US$ 250.000 – saibro – 32S•24Q•15D              | Cornelia Lister · Renata Voráčová  | Ekaterine Gorgodze Arantxa Rus         | 7–62, 6–2         |
| 29 de julho            | Mubadala Silicon Valley Classic San José, Estados Unidos WTA Premier US$ 876.183 – duro – 28S•16Q•14D | Zheng Saisai                       | Aryna Sabalenka                        | 6–3, 7–63         |
| 29 de julho            | Mubadala Silicon Valley Classic San José, Estados Unidos WTA Premier US$ 876.183 – duro – 28S•16Q•14D | Nicole Melichar · Květa Peschke    | Shuko Aoyama Ena Shibahara             | 6–4, 6–4          |
| 29 de julho            | Citi Open Washington, Estados Unidos WTA International US$ 250.000 – duro – 32S•16Q•16D               | Jessica Pegula                     | Camila Giorgi                          | 6–2, 6–2          |
| 29 de julho            | Citi Open Washington, Estados Unidos WTA International US$ 250.000 – duro – 32S•16Q•16D               | Cori Gauff · Catherine McNally     | Maria Sanchez Fanny Stollár            | 6–2, 6–2          |

#### Agosto
| Semana de                  | Torneio                                                                                             | Campeã(s)(o/ões)                         | Vice-campeã(s)(o/ões)                | Resultado        |
| -------------------------- | --------------------------------------------------------------------------------------------------- | ---------------------------------------- | ------------------------------------ | ---------------- |
| 5 agosto                   | Rogers Cup Toronto, Canadá WTA Premier 5 US$ 2.830.000 – duro – 56S•48Q•28D                         | Bianca Andreescu                         | Serena Williams                      | 3–1, ab.         |
| 5 agosto                   | Rogers Cup Toronto, Canadá WTA Premier 5 US$ 2.830.000 – duro – 56S•48Q•28D                         | Barbora Krejčíková Kateřina Siniaková    | Anna-Lena Grönefeld Demi Schuurs     | 7–5, 6–0         |
| 12 de agosto               | Western & Southern Open Cincinnati, Estados Unidos WTA Premier 5 US$ 2.944.486 – duro – 56S•32Q•28D | Madison Keys                             | Svetlana Kuznetsova                  | 7–5, 7–65        |
| 12 de agosto               | Western & Southern Open Cincinnati, Estados Unidos WTA Premier 5 US$ 2.944.486 – duro – 56S•32Q•28D | Lucie Hradecká · Andreja Klepač          | Anna-Lena Grönefeld Demi Schuurs     | 6–4, 6–1         |
| 19 de agosto               | NYJTL Bronx Open Nova York, Estados Unidos WTA International US$ 250.000 – duro – 32S•16Q•16D       | Magda Linette                            | Camila Giorgi                        | 5–7, 7–5, 6–4    |
| 19 de agosto               | NYJTL Bronx Open Nova York, Estados Unidos WTA International US$ 250.000 – duro – 32S•16Q•16D       | Darija Jurak María José Martínez Sánchez | Margarita Gasparyan Monica Niculescu | 7–5, 2–6, [10–7] |
| 26 de agosto 2 de setembro | US Open Nova York, Estados Unidos Grand Slam US$ 26.758.750 – duro – 128S•128Q•64D•32DM             | Bianca Andreescu                         | Serena Williams                      | 6–3, 7–5         |
| 26 de agosto 2 de setembro | US Open Nova York, Estados Unidos Grand Slam US$ 26.758.750 – duro – 128S•128Q•64D•32DM             | Elise Mertens Aryna Sabalenka            | Victoria Azarenka Ashleigh Barty     | 7–5, 7–5         |
| 26 de agosto 2 de setembro | US Open Nova York, Estados Unidos Grand Slam US$ 26.758.750 – duro – 128S•128Q•64D•32DM             | Bethanie Mattek-Sands · Jamie Murray     | Chan Hao-ching Michael Venus         | 6–2, 6–3         |

#### Setembro
| Semana de      | Torneio                                                                                               | Campeã(s)                            | Vice-campeã(s)                      | Resultado         |
| -------------- | --- | ------------------------------------ | ----------------------------------- | ----------------- |
| 9 de setembro  | ICBC Credit Card Zhengzhou Open Zhengzhou, China WTA Premier US$ – duro – 28S•32Q•16D                 | Karolína Plíšková                    | Petra Martić                        | 6–3, 6–2          |
| 9 de setembro  | ICBC Credit Card Zhengzhou Open Zhengzhou, China WTA Premier US$ – duro – 28S•32Q•16D                 | Nicole Melichar Květa Peschke        | Yanina Wickmayer Tamara Zidanšek    | 6–1, 7–62         |
| 9 de setembro  | Hana-cupid Japan Women's Open Hiroshima, Japão WTA International US$ 250.000 – duro – 32S•24Q•16D     | Nao Hibino                           | Misaki Doi                          | 6–3, 6–2          |
| 9 de setembro  | Hana-cupid Japan Women's Open Hiroshima, Japão WTA International US$ 250.000 – duro – 32S•24Q•16D     | Misaki Doi Nao Hibino                | Christina McHale Valeria Savinykh   | 3–6, 6–4, [10–4]  |
| 9 de setembro  | Jiangxi Open Nanchang, China WTA International US$ 250.000 – duro – 32S•24Q•16D                       | Rebecca Peterson                     | Elena Rybakina                      | 6–2, 6–0          |
| 9 de setembro  | Jiangxi Open Nanchang, China WTA International US$ 250.000 – duro – 32S•24Q•16D                       | Wang Xinyu · Zhu Lin                 | Peng Shuai Zhang Shuai              | 6–2, 7–65         |
| 16 de setembro | Toray Pan Pacific Open Osaka, Japão WTA Premier US$ 823.000 – duro – 28S•24Q•16D                      | Naomi Osaka                          | Anastasia Pavlyuchenkova            | 6–2, 6–3          |
| 16 de setembro | Toray Pan Pacific Open Osaka, Japão WTA Premier US$ 823.000 – duro – 28S•24Q•16D                      | Chan Hao-ching Latisha Chan          | Hsieh Su-wei Hsieh Yu-chieh         | 7–5, 7–5          |
| 16 de setembro | Guangzhou International Women's Open Cantão, China WTA International US$ 500.000 – duro – 32S•24Q•16D | Sofia Kenin                          | Samantha Stosur                     | 46–7, 6–4, 6–2    |
| 16 de setembro | Guangzhou International Women's Open Cantão, China WTA International US$ 500.000 – duro – 32S•24Q•16D | Peng Shuai Laura Siegemund           | Alexa Guarachi Giuliana Olmos       | 6–2, 6–1          |
| 16 de setembro | KEB Hana Bank Korea Open Seul, Coreia do Sul WTA International US$ 250.000 – duro – 32S•24Q•16D       | Karolína Muchová                     | Magda Linette                       | 6–1, 6–1          |
| 16 de setembro | KEB Hana Bank Korea Open Seul, Coreia do Sul WTA International US$ 250.000 – duro – 32S•24Q•16D       | Lara Arruabarrena Tatjana Maria      | Hayley Carter Luisa Stefani         | 7–67, 3–6, [10–7] |
| 23 de setembro | Wuhan Open Wuhan, China WTA Premier 5 US$ 2.828.000 – duro – 56S•32Q•28D                              | Aryna Sabalenka                      | Alison Riske                        | 6–3, 3–6, 6–1     |
| 23 de setembro | Wuhan Open Wuhan, China WTA Premier 5 US$ 2.828.000 – duro – 56S•32Q•28D                              | Duan Yingying · Veronika Kudermetova | Elise Mertens Aryna Sabalenka       | 7–63, 6–2         |
| 23 de setembro | Tashkent Open Tashkent, Uzbequistão WTA International US$ 250.000 – duro – 32S•16Q•16D                | Alison Van Uytvanck                  | Sorana Cîrstea                      | 6–2, 4–6, 6–4     |
| 23 de setembro | Tashkent Open Tashkent, Uzbequistão WTA International US$ 250.000 – duro – 32S•16Q•16D                | Hayley Carter · Luisa Stefani        | Dalila Jakupović Sabrina Santamaria | 6–3, 7–64         |
| 30 de setembro | China Open Pequim, China WTA Premier Mandatory US$ 8.285.274 – duro – 62S•32Q•28D                     | Naomi Osaka                          | Ashleigh Barty                      | 3–6, 6–3, 6–2     |
| 30 de setembro | China Open Pequim, China WTA Premier Mandatory US$ 8.285.274 – duro – 62S•32Q•28D                     | Sofia Kenin Bethanie Mattek-Sands    | Jeļena Ostapenko Dayana Yastremska  | 6–3, 56–7, [10–7] |

#### Outubro
| Semana de     | Torneio | Campeã(s)                                      | Vice-campeã(s)                                 | Resultado                                      |
| ------------- | --- | ---------------------------------------------- | ---------------------------------------------- | ---------------------------------------------- |
| 7 de outubro  | Prudential Hong Kong Tennis Open · Hong Kong · WTA International · US$ 750.000 – duro – 32S•24Q•16D                           | Cancelado devido às tensões políticas no local | Cancelado devido às tensões políticas no local | Cancelado devido às tensões políticas no local |
| 7 de outubro  | Upper Austria Ladies Linz Linz, Áustria WTA International US$ 250.000 – duro (coberto) – 32S•24Q•16D                          | Cori Gauff                                     | Jeļena Ostapenko                               | 6–3, 1–6, 6–2                                  |
| 7 de outubro  | Upper Austria Ladies Linz Linz, Áustria WTA International US$ 250.000 – duro (coberto) – 32S•24Q•16D                          | Barbora Krejčíková Kateřina Siniaková          | Barbara Haas Xenia Knoll                       | 6–4, 6–3                                       |
| 7 de outubro  | Tianjin Open Tianjin, China WTA International US$ 500.000 – duro – 32S•32Q•16D                                                | Rebecca Peterson                               | Heather Watson                                 | 6–4, 6–4                                       |
| 7 de outubro  | Tianjin Open Tianjin, China WTA International US$ 500.000 – duro – 32S•32Q•16D                                                | Shuko Aoyama · Ena Shibahara                   | Nao Hibino Miyu Kato                           | 6–3, 7–5                                       |
| 14 de outubro | VTB Kremlin Cup Moscou, Rússia WTA Premier US$ 1.032.000 – duro (coberto) – 28S•32Q•16D                                       | Belinda Bencic                                 | Anastasia Pavlyuchenkova                       | 3–6, 6–1, 6–1                                  |
| 14 de outubro | VTB Kremlin Cup Moscou, Rússia WTA Premier US$ 1.032.000 – duro (coberto) – 28S•32Q•16D                                       | Shuko Aoyama Ena Shibahara                     | Kirsten Flipkens Bethanie Mattek-Sands         | 6–2, 6–1                                       |
| 14 de outubro | BGL BNP Paribas Luxembourg Open Luxemburgo, Luxemburgo WTA International US$ 250.000 – duro (coberto) – 32S•32Q•16D           | Jeļena Ostapenko                               | Julia Görges                                   | 6–4, 6–1                                       |
| 14 de outubro | BGL BNP Paribas Luxembourg Open Luxemburgo, Luxemburgo WTA International US$ 250.000 – duro (coberto) – 32S•32Q•16D           | Cori Gauff Catherine McNally                   | Kaitlyn Christian Alexa Guarachi               | 6–2, 6–2                                       |
| 21 de outubro | Hengqin Life WTA Elite Trophy Zhuhai Zhuhai, China Competição de fim de temporada – suplementar US$ 2.402.826 – duro – 12S•6D | Aryna Sabalenka                                | Kiki Bertens                                   | 6–4, 6–2                                       |
| 21 de outubro | Hengqin Life WTA Elite Trophy Zhuhai Zhuhai, China Competição de fim de temporada – suplementar US$ 2.402.826 – duro – 12S•6D | Lyudmyla Kichenok · Andreja Klepač             | Duan Yingying Yang Zhaoxuan                    | 6–3, 6–3                                       |
| 28 de outubro | Shiseido WTA Finals Shenzhen Shenzhen, China Torneio de fim de temporada US$ 13.950.000 – duro (coberto) – 8S•8D              | Ashleigh Barty                                 | Elina Svitolina                                | 6–4, 6–3                                       |
| 28 de outubro | Shiseido WTA Finals Shenzhen Shenzhen, China Torneio de fim de temporada US$ 13.950.000 – duro (coberto) – 8S•8D              | Tímea Babos · Kristina Mladenovic              | Hsieh Su-wei Barbora Strýcová                  | 6–1, 6–3                                       |

#### Novembro
| Semana de     | Torneio                                                                                            | Campeã(s)                                                                                        | Vice-campeã(s)                                                                                 | Resultado |
| ------------- | -------------------------------------------------------------------------------------------------- | ------------------------------------------------------------------------------------------------ | ---------------------------------------------------------------------------------------------- | --------- |
| 4 de novembro | Fed Cup: final Perth, Austrália – duro Competição de longa duração entre países US$ 7.500.000 – 8E | França · Alizé Cornet · Fiona Ferro · Caroline Garcia · Kristina Mladenovic · Pauline Parmentier | Austrália · Ashleigh Barty · Priscilla Hon · Astra Sharma · Samantha Stosur · Ajla Tomljanović | 3–2       |

## Estatísticas
Esta seção apresenta os títulos conquistados em simples, duplas, duplas mistas e por equipes em diversas configurações: classificação por jogador e país – sem caráter oficial; e levantamento de debutantes e defensores dos troféus, baseados nas informações apresentadas na seção Mês a mês. Eventualmente, pode dispor de seções extras com outras variáveis.
Nas duas tabelas introdutórias, jogadores e países são classificados com base nas categorias de torneios disponíveis na temporada (que podem não aparecer em determinado ano ou trocarem de nome), de acordo com o apresentado no início do artigo, na infocaixa à direita.
Os critérios de desempate nessas tabelas são:
1. Total de títulos;
  1. Na subseção País, se uma dupla de tenistas que compartilha a conterraneidade vencer um torneio, sua nação computará apenas 1 ponto.
2. Total de títulos por categoria;
  1. A categoria à esquerda sempre vale mais que qualquer uma à direita, com os eventos do Grand Slam encabeçando a lista;
  2. A coluna Outros está situada à direita de todas, inclusive do somatório Simples/Duplas/Duplas Mistas, por sua natureza específica, mas obviamente seus números são somados à coluna Total;
  3. Outros geralmente inclui os torneios por equipes que ocorrem durante a temporada;
  4. Para a contabilização dos torneios por equipes, são considerados(as) apenas os(as) jogadores(as) que forem convocados(as) para:
    1. Torneio de longa duração: jogo final – se for isolado dos outros – ou fase final – se ela ocorrer em um curto período com várias equipes na mesma sede;
    2. Torneio de curta duração.
3. Modalidade;
  1. Simples (S) > Duplas (D) > Duplas mistas (DM);
4. Ordem alfabética pelo sobrenome do(a) tenista em Títulos por jogadora, ou nome do país em Títulos por país.

### Títulos por jogadora
| 6 | Latisha Chan                |   |   | 2 |   |   |   |   |   |   |   | 3 |   | 1 | 0 | 4 | 2 |   |
| 6 | Aryna Sabalenka             |   | 1 |   | 1 |   |   | 2 | 1 |   |   |   | 1 |   | 3 | 3 | 0 |   |
| 5 | Ashleigh Barty              | 1 |   |   | 1 |   | 1 |   |   | 1 | 1 |   |   |   | 4 | 1 | 0 |   |
| 5 | Sofia Kenin                 |   |   |   |   |   |   | 1 |   |   |   |   | 3 | 1 | 3 | 2 | 0 |   |
| 4 | Kristina Mladenovic         |   | 1 |   |   | 1 |   |   |   |   |   |   |   | 1 | 0 | 3 | 0 | 1 |
| 4 | Elise Mertens               |   | 1 |   |   |   |   | 2 |   |   | 1 |   |   |   | 1 | 3 | 0 |   |
| 4 | Hsieh Su-wei                |   | 1 |   |   |   |   | 1 |   | 1 |   | 1 |   |   | 0 | 4 | 0 |   |
| 4 | Barbora Strýcová            |   | 1 |   |   |   |   | 1 |   | 1 |   | 1 |   |   | 0 | 4 | 0 |   |
| 4 | Karolína Plíšková           |   |   |   |   |   |   |   | 1 |   | 3 |   |   |   | 4 | 0 | 0 |   |
| 4 | Chan Hao-ching              |   |   |   |   |   |   |   |   |   |   | 3 |   | 1 | 0 | 4 | 0 |   |
| 3 | Tímea Babos                 |   | 1 |   |   | 1 |   |   |   |   |   |   |   | 1 | 0 | 3 | 0 |   |
| 3 | Bianca Andreescu            | 1 |   |   |   |   | 1 |   | 1 |   |   |   |   |   | 3 | 0 | 0 |   |
| 3 | Naomi Osaka                 | 1 |   |   |   |   | 1 |   |   |   | 1 |   |   |   | 3 | 0 | 0 |   |
| 3 | Barbora Krejčíková          |   |   | 1 |   |   |   |   |   | 1 |   |   |   | 1 | 0 | 2 | 1 |   |
| 3 | Kateřina Siniaková          |   |   |   |   |   |   |   |   | 1 |   | 1 |   | 1 | 0 | 3 | 0 |   |
| 3 | Belinda Bencic              |   |   |   |   |   |   |   | 1 |   | 1 |   |   |   | 2 | 0 | 0 | 1 |
| 3 | Nicole Melichar             |   |   |   |   |   |   |   |   |   |   | 3 |   |   | 0 | 3 | 0 |   |
| 3 | Květa Peschke               |   |   |   |   |   |   |   |   |   |   | 3 |   |   | 0 | 3 | 0 |   |
| 3 | Shuko Aoyama                |   |   |   |   |   |   |   |   |   |   | 1 |   | 2 | 0 | 3 | 0 |   |
| 3 | Cori Gauff                  |   |   |   |   |   |   |   |   |   |   |   | 1 | 2 | 1 | 2 | 0 |   |
| 2 | Bethanie Mattek-Sands       |   |   | 1 |   |   |   | 1 |   |   |   |   |   |   | 0 | 1 | 1 |   |
| 2 | Andreja Klepač              |   |   |   |   | 1 |   |   |   | 1 |   |   |   |   | 0 | 2 | 0 |   |
| 2 | Kiki Bertens                |   |   |   |   |   | 1 |   |   |   | 1 |   |   |   | 2 | 0 | 0 |   |
| 2 | Madison Keys                |   |   |   |   |   |   |   | 1 |   | 1 |   |   |   | 2 | 0 | 0 |   |
| 2 | Victoria Azarenka           |   |   |   |   |   |   |   |   | 1 |   |   |   | 1 | 0 | 2 | 0 |   |
| 2 | Petra Kvitová               |   |   |   |   |   |   |   |   |   | 2 |   |   |   | 2 | 0 | 0 |   |
| 2 | Zheng Saisai                |   |   |   |   |   |   |   |   |   | 1 |   |   | 1 | 1 | 1 | 0 |   |
| 2 | Aleksandra Krunić           |   |   |   |   |   |   |   |   |   |   | 1 |   | 1 | 0 | 2 | 0 |   |
| 2 | Ena Shibahara               |   |   |   |   |   |   |   |   |   |   | 1 |   | 1 | 0 | 2 | 0 |   |
| 2 | Rebecca Peterson            |   |   |   |   |   |   |   |   |   |   |   | 2 |   | 2 | 0 | 0 |   |
| 2 | Jil Teichmann               |   |   |   |   |   |   |   |   |   |   |   | 2 |   | 2 | 0 | 0 |   |
| 2 | Alison Van Uytvanck         |   |   |   |   |   |   |   |   |   |   |   | 2 |   | 2 | 0 | 0 |   |
| 2 | Dayana Yastremska           |   |   |   |   |   |   |   |   |   |   |   | 2 |   | 2 | 0 | 0 |   |
| 2 | Nao Hibino                  |   |   |   |   |   |   |   |   |   |   |   | 1 | 1 | 1 | 1 | 0 |   |
| 2 | Viktória Kužmová            |   |   |   |   |   |   |   |   |   |   |   |   | 2 | 0 | 2 | 0 |   |
| 2 | María José Martínez Sánchez |   |   |   |   |   |   |   |   |   |   |   |   | 2 | 0 | 2 | 0 |   |
| 2 | Catherine McNally           |   |   |   |   |   |   |   |   |   |   |   |   | 2 | 0 | 2 | 0 |   |
| 2 | Peng Shuai                  |   |   |   |   |   |   |   |   |   |   |   |   | 2 | 0 | 2 | 0 |   |
| 2 | Fiona Ferro                 |   |   |   |   |   |   |   |   |   |   |   | 1 |   | 1 | 0 | 0 | 1 |
| 2 | Caroline Garcia             |   |   |   |   |   |   |   |   |   |   |   | 1 |   | 1 | 0 | 0 | 1 |
| 1 | Simona Halep                | 1 |   |   |   |   |   |   |   |   |   |   |   |   | 1 | 0 | 0 |   |
| 1 | Samantha Stosur             |   | 1 |   |   |   |   |   |   |   |   |   |   |   | 0 | 1 | 0 |   |
| 1 | Zhang Shuai                 |   | 1 |   |   |   |   |   |   |   |   |   |   |   | 0 | 1 | 0 |   |
| 1 | Lyudmyla Kichenok           |   |   |   |   | 1 |   |   |   |   |   |   |   |   | 0 | 1 | 0 |   |
| 1 | Duan Yingying               |   |   |   |   |   |   |   |   | 1 |   |   |   |   | 0 | 1 | 0 |   |
| 1 | Lucie Hradecká              |   |   |   |   |   |   |   |   | 1 |   |   |   |   | 0 | 1 | 0 |   |
| 1 | Veronika Kudermetova        |   |   |   |   |   |   |   |   | 1 |   |   |   |   | 0 | 1 | 0 |   |
| 1 | Mona Barthel                |   |   |   |   |   |   |   |   |   |   | 1 |   |   | 0 | 1 | 0 |   |
| 1 | Anna-Lena Friedsam          |   |   |   |   |   |   |   |   |   |   | 1 |   |   | 0 | 1 | 0 |   |
| 1 | Margarita Gasparyan         |   |   |   |   |   |   |   |   |   |   | 1 |   |   | 0 | 1 | 0 |   |
| 1 | Anna-Lena Grönefeld         |   |   |   |   |   |   |   |   |   |   | 1 |   |   | 0 | 1 | 0 |   |
| 1 | Ekaterina Makarova          |   |   |   |   |   |   |   |   |   |   | 1 |   |   | 0 | 1 | 0 |   |
| 1 | Alicja Rosolska             |   |   |   |   |   |   |   |   |   |   | 1 |   |   | 0 | 1 | 0 |   |
| 1 | Amanda Anisimova            |   |   |   |   |   |   |   |   |   |   |   | 1 |   | 1 | 0 | 0 |   |
| 1 | Julia Görges                |   |   |   |   |   |   |   |   |   |   |   | 1 |   | 1 | 0 | 0 |   |
| 1 | Polona Hercog               |   |   |   |   |   |   |   |   |   |   |   | 1 |   | 1 | 0 | 0 |   |
| 1 | Magda Linette               |   |   |   |   |   |   |   |   |   |   |   | 1 |   | 1 | 0 | 0 |   |
| 1 | Petra Martić                |   |   |   |   |   |   |   |   |   |   |   | 1 |   | 1 | 0 | 0 |   |
| 1 | Karolína Muchová            |   |   |   |   |   |   |   |   |   |   |   | 1 |   | 1 | 0 | 0 |   |
| 1 | Garbiñe Muguruza            |   |   |   |   |   |   |   |   |   |   |   | 1 |   | 1 | 0 | 0 |   |
| 1 | Jeļena Ostapenko            |   |   |   |   |   |   |   |   |   |   |   | 1 |   | 1 | 0 | 0 |   |
| 1 | Jessica Pegula              |   |   |   |   |   |   |   |   |   |   |   | 1 |   | 1 | 0 | 0 |   |
| 1 | Yulia Putintseva            |   |   |   |   |   |   |   |   |   |   |   | 1 |   | 1 | 0 | 0 |   |
| 1 | Alison Riske                |   |   |   |   |   |   |   |   |   |   |   | 1 |   | 1 | 0 | 0 |   |
| 1 | Elena Rybakina              |   |   |   |   |   |   |   |   |   |   |   | 1 |   | 1 | 0 | 0 |   |
| 1 | Maria Sakkari               |   |   |   |   |   |   |   |   |   |   |   | 1 |   | 1 | 0 | 0 |   |
| 1 | Anastasija Sevastova        |   |   |   |   |   |   |   |   |   |   |   | 1 |   | 1 | 0 | 0 |   |
| 1 | Wang Yafan                  |   |   |   |   |   |   |   |   |   |   |   | 1 |   | 1 | 0 | 0 |   |
| 1 | Ekaterina Alexandrova       |   |   |   |   |   |   |   |   |   |   |   |   | 1 | 0 | 1 | 0 |   |
| 1 | Lara Arruabarrena           |   |   |   |   |   |   |   |   |   |   |   |   | 1 | 0 | 1 | 0 |   |
| 1 | Irina-Camelia Begu          |   |   |   |   |   |   |   |   |   |   |   |   | 1 | 0 | 1 | 0 |   |
| 1 | Eugenie Bouchard            |   |   |   |   |   |   |   |   |   |   |   |   | 1 | 0 | 1 | 0 |   |
| 1 | Hayley Carter               |   |   |   |   |   |   |   |   |   |   |   |   | 1 | 0 | 1 | 0 |   |
| 1 | Sorana Cîrstea              |   |   |   |   |   |   |   |   |   |   |   |   | 1 | 0 | 1 | 0 |   |
| 1 | Gabriela Dabrowski          |   |   |   |   |   |   |   |   |   |   |   |   | 1 | 0 | 1 | 0 |   |
| 1 | Misaki Doi                  |   |   |   |   |   |   |   |   |   |   |   |   | 1 | 0 | 1 | 0 |   |
| 1 | Sharon Fichman              |   |   |   |   |   |   |   |   |   |   |   |   | 1 | 0 | 1 | 0 |   |
| 1 | Kirsten Flipkens            |   |   |   |   |   |   |   |   |   |   |   |   | 1 | 0 | 1 | 0 |   |
| 1 | Daria Gavrilova             |   |   |   |   |   |   |   |   |   |   |   |   | 1 | 0 | 1 | 0 |   |
| 1 | Zoe Hives                   |   |   |   |   |   |   |   |   |   |   |   |   | 1 | 0 | 1 | 0 |   |
| 1 | Darija Jurak                |   |   |   |   |   |   |   |   |   |   |   |   | 1 | 0 | 1 | 0 |   |
| 1 | Anna Kalinskaya             |   |   |   |   |   |   |   |   |   |   |   |   | 1 | 0 | 1 | 0 |   |
| 1 | Desirae Krawczyk            |   |   |   |   |   |   |   |   |   |   |   |   | 1 | 0 | 1 | 0 |   |
| 1 | Johanna Larsson             |   |   |   |   |   |   |   |   |   |   |   |   | 1 | 0 | 1 | 0 |   |
| 1 | Cornelia Lister             |   |   |   |   |   |   |   |   |   |   |   |   | 1 | 0 | 1 | 0 |   |
| 1 | Tatjana Maria               |   |   |   |   |   |   |   |   |   |   |   |   | 1 | 0 | 1 | 0 |   |
| 1 | Andreea Mitu                |   |   |   |   |   |   |   |   |   |   |   |   | 1 | 0 | 1 | 0 |   |
| 1 | Asia Muhammad               |   |   |   |   |   |   |   |   |   |   |   |   | 1 | 0 | 1 | 0 |   |
| 1 | Monica Niculescu            |   |   |   |   |   |   |   |   |   |   |   |   | 1 | 0 | 1 | 0 |   |
| 1 | Giuliana Olmos              |   |   |   |   |   |   |   |   |   |   |   |   | 1 | 0 | 1 | 0 |   |
| 1 | Ellen Perez                 |   |   |   |   |   |   |   |   |   |   |   |   | 1 | 0 | 1 | 0 |   |
| 1 | Kristýna Plíšková           |   |   |   |   |   |   |   |   |   |   |   |   | 1 | 0 | 1 | 0 |   |
| 1 | Anastasia Potapova          |   |   |   |   |   |   |   |   |   |   |   |   | 1 | 0 | 1 | 0 |   |
| 1 | Maria Sanchez               |   |   |   |   |   |   |   |   |   |   |   |   | 1 | 0 | 1 | 0 |   |
| 1 | Astra Sharma                |   |   |   |   |   |   |   |   |   |   |   |   | 1 | 0 | 1 | 0 |   |
| 1 | Laura Siegemund             |   |   |   |   |   |   |   |   |   |   |   |   | 1 | 0 | 1 | 0 |   |
| 1 | Yana Sizikova               |   |   |   |   |   |   |   |   |   |   |   |   | 1 | 0 | 1 | 0 |   |
| 1 | Sara Sorribes Tormo         |   |   |   |   |   |   |   |   |   |   |   |   | 1 | 0 | 1 | 0 |   |
| 1 | Luisa Stefani               |   |   |   |   |   |   |   |   |   |   |   |   | 1 | 0 | 1 | 0 |   |
| 1 | Nina Stojanović             |   |   |   |   |   |   |   |   |   |   |   |   | 1 | 0 | 1 | 0 |   |
| 1 | Renata Voráčová             |   |   |   |   |   |   |   |   |   |   |   |   | 1 | 0 | 1 | 0 |   |
| 1 | Wang Xinyu                  |   |   |   |   |   |   |   |   |   |   |   |   | 1 | 0 | 1 | 0 |   |
| 1 | Xu Yifan                    |   |   |   |   |   |   |   |   |   |   |   |   | 1 | 0 | 1 | 0 |   |
| 1 | Yang Zhaoxuan               |   |   |   |   |   |   |   |   |   |   |   |   | 1 | 0 | 1 | 0 |   |
| 1 | Zhu Lin                     |   |   |   |   |   |   |   |   |   |   |   |   | 1 | 0 | 1 | 0 |   |
| 1 | Vera Zvonareva              |   |   |   |   |   |   |   |   |   |   |   |   | 1 | 0 | 1 | 0 |   |
| 1 | Alizé Cornet                |   |   |   |   |   |   |   |   |   |   |   |   |   | 0 | 0 | 0 | 1 |
| 1 | Pauline Parmentier          |   |   |   |   |   |   |   |   |   |   |   |   |   | 0 | 0 | 0 | 1 |

### Títulos por país
| 21 | Chéquia        |   | 1 | 1 |   |   |   | 1 | 1 | 3 | 5 | 4 | 1 | 3 | 7 | 13 | 1 |   |
| 20 | Estados Unidos |   |   | 1 |   |   |   | 1 | 1 |   | 1 | 3 | 7 | 6 | 9 | 10 | 1 |   |
| 10 | Taipé Chinesa  |   | 1 | 2 |   |   |   | 1 |   | 1 |   | 4 |   | 1 | 0 | 8  | 2 |   |
| 9  | China          |   | 1 |   |   |   |   |   |   | 1 | 1 |   | 1 | 5 | 2 | 7  | 0 |   |
| 8  | Bielorrússia   |   | 1 |   | 1 |   |   | 2 | 1 | 1 |   |   | 1 | 1 | 3 | 5  | 0 |   |
| 8  | Austrália      | 1 | 1 |   | 1 |   | 1 |   |   | 1 | 1 |   |   | 2 | 4 | 4  | 0 |   |
| 8  | Japão          | 1 |   |   |   |   | 1 |   |   |   | 1 | 1 | 1 | 3 | 4 | 4  | 0 |   |
| 7  | Bélgica        |   | 1 |   |   |   |   | 2 |   |   | 1 |   | 2 | 1 | 3 | 4  | 0 |   |
| 6  | França         |   | 1 |   |   | 1 |   |   |   |   |   |   | 2 | 1 | 2 | 3  | 0 | 1 |
| 6  | Canadá         | 1 |   |   |   |   | 1 |   | 1 |   |   |   |   | 3 | 3 | 3  | 0 |   |
| 5  | Rússia         |   |   |   |   |   |   |   |   | 1 |   | 1 |   | 3 | 0 | 5  | 0 |   |
| 5  | Suíça          |   |   |   |   |   |   |   | 1 |   | 1 |   | 2 |   | 4 | 0  | 0 | 1 |
| 5  | Alemanha       |   |   |   |   |   |   |   |   |   |   | 2 | 1 | 2 | 1 | 4  | 0 |   |
| 4  | Suécia         |   |   |   |   |   |   |   |   |   |   |   | 2 | 2 | 2 | 2  | 0 |   |
| 4  | Espanha        |   |   |   |   |   |   |   |   |   |   |   | 1 | 3 | 1 | 3  | 0 |   |
| 3  | Hungria        |   | 1 |   |   | 1 |   |   |   |   |   |   |   | 1 | 0 | 3  | 0 |   |
| 3  | Roménia        | 1 |   |   |   |   |   |   |   |   |   |   |   | 2 | 1 | 2  | 0 |   |
| 3  | Eslovénia      |   |   |   |   | 1 |   |   |   | 1 |   |   | 1 |   | 1 | 2  | 0 |   |
| 3  | Ucrânia        |   |   |   |   | 1 |   |   |   |   |   |   | 2 |   | 2 | 1  | 0 |   |
| 3  | Sérvia         |   |   |   |   |   |   |   |   |   |   | 1 |   | 2 | 0 | 3  | 0 |   |
| 2  | Países Baixos  |   |   |   |   |   | 1 |   |   |   | 1 |   |   |   | 2 | 0  | 0 |   |
| 2  | Polónia        |   |   |   |   |   |   |   |   |   |   | 1 | 1 |   | 1 | 1  | 0 |   |
| 2  | Cazaquistão    |   |   |   |   |   |   |   |   |   |   |   | 2 |   | 2 | 0  | 0 |   |
| 2  | Letónia        |   |   |   |   |   |   |   |   |   |   |   | 2 |   | 2 | 0  | 0 |   |
| 2  | Croácia        |   |   |   |   |   |   |   |   |   |   |   | 1 | 1 | 1 | 1  | 0 |   |
| 2  | Eslováquia     |   |   |   |   |   |   |   |   |   |   |   |   | 2 | 0 | 2  | 0 |   |
| 1  | Grécia         |   |   |   |   |   |   |   |   |   |   |   | 1 |   | 1 | 0  | 0 |   |
| 1  | Brasil         |   |   |   |   |   |   |   |   |   |   |   |   | 1 | 0 | 1  | 0 |   |
| 1  | México         |   |   |   |   |   |   |   |   |   |   |   |   | 1 | 0 | 1  | 0 |   |

### Informações sobre os títulos

#### Debutantes
Jogadoras e/ou equipes que foram campeãs pela primeira vez nas respectivas modalidades:
Simples
- Bianca Andreescu – Indian Wells
- Amanda Anisimova – Bogotá
- Fiona Ferro – Lausanne
- Cori Gauff – Linz
- Sofia Kenin – Hobart
- Magda Linette – Nova York
- Petra Martić – Istambul
- Karolína Muchová – Seul
- Jessica Pegula – Washington
- Rebecca Peterson – Nanchang
- Yulia Putintseva – Nuremberg
- Elena Rybakina – Bucareste
- Maria Sakkari – Rabat
- Jil Teichmann – Praga
- Wang Yafan – Acapulco
- Zheng Saisai – San José

Duplas
- Ekaterina Alexandrova – Budapeste
- Eugenie Bouchard – Auckland
- Hayley Carter – Tashkent
- Anna-Lena Friedsam – Stuttgart
- Cori Gauff – Washington
- Zoe Hives – Lugano
- Anna Kalinskaya – Praga
- Sofia Kenin – Auckland
- Veronika Kudermetova – Wuhan
- Viktória Kužmová – Praga
- Cornelia Lister – Palermo
- Catherine McNally – Washington
- Giuliana Olmos – Nottingham
- Ellen Perez – Estrasburgo
- Aryna Sabalenka – Indian Wells
- Astra Sharma – Bogotá
- Ena Shibahara – Tianjin
- Yana Sizikova – Lausanne
- Luisa Stefani – Tashkent
- Nina Stojanović – Jūrmala
- Wang Xinyu – Nanchang
- Zhu Lin – Nanchang

Mistas
- Barbora Krejčíková – Australian Open

#### Defensoras
Jogadoras e/ou equipes que foram campeãs na edição anterior e repetiram o feito na atual temporada nos respectivos torneios e modalidades:
Simples
- Julia Görges – Auckland
- Garbiñe Muguruza – Monterrey
- Aryna Sabalenka – Wuhan
- Alison Van Uytvanck – Budapeste

Duplas
- Tímea Babos – WTA Finals
- Ashleigh Barty – Roma
- Lucie Hradecká – Cincinnati
- Lyudmyla Kichenok – WTA Elite Trophy
- Kristina Mladenovic – WTA Finals
- Květa Peschke – San José

Mistas
- Latisha Chan – Torneio de Roland Garros
- Bethanie Mattek-Sands – US Open

Equipes
- Suíça – Copa Hopman

### Prêmios em dinheiro
Em 11 de novembro de 2019.
| #  | Jogadora          | Simples        | Duplas      | Mistas    | Total          |
| -- | ----------------- | -------------- | ----------- | --------- | -------------- |
| 1  | Ashleigh Barty    | US$ 10.874.894 | US$ 426.388 | US$ 0     | US$ 11.307.587 |
| 2  | Simona Halep      | US$ 5.911.170  | US$ 43.274  | US$ 0     | US$ 6.962.442  |
| 3  | Naomi Osaka       | US$ 6.388.282  | US$ 0       | US$ 0     | US$ 6.788.282  |
| 4  | Bianca Andreescu  | US$ 6.495.650  | US$ 8.500   | US$ 0     | US$ 6.504.150  |
| 5  | Elina Svitolina   | US$ 5.666.340  | US$ 9.995   | US$ 0     | US$ 6.126.335  |
| 6  | Karolína Plíšková | US$ 4.811.145  | US$ 93.642  | US$ 0     | US$ 5.138.077  |
| 7  | Serena Williams   | US$ 4.297.685  | US$ 0       | US$ 4.530 | US$ 4.310.515  |
| 8  | Kiki Bertens      | US$ 3.943.536  | US$ 39.490  | US$ 0     | US$ 4.208.026  |
| 9  | Belinda Bencic    | US$ 4.044.622  | US$ 68.453  | US$ 0     | US$ 4.113.075  |
| 10 | Petra Kvitová     | US$ 3.497.935  | US$ 0       | US$ 0     | US$ 3.724.430  |

### Aspectos de jogo
Ao final da temporada. Apenas jogos de simples em chaves principais.
| Aces | Aces                  | Aces | Aces  |
| #    | Jogadora              | Aces | Jogos |
| ---- | --------------------- | ---- | ----- |
| 1    | Karolína Plíšková     | 488  | 67    |
| 2    | Kiki Bertens          | 457  | 81    |
| 3    | Ashleigh Barty        | 409  | 64    |
| 4    | Naomi Osaka           | 363  | 51    |
| 5    | Karolína Plíšková     | 334  | 39    |
| 6    | Ekaterina Alexandrova | 318  | 54    |
| 7    | Julia Görges          | 306  | 46    |
| 8    | Madison Keys          | 275  | 40    |
| 9    | Petra Kvitová         | 260  | 53    |
| 10   | Viktória Kužmová      | 252  | 47    |

| Duplas faltas | Duplas faltas         | Duplas faltas | Duplas faltas |
| #             | Jogadora              | DFs           | Jogos         |
| ------------- | --------------------- | ------------- | ------------- |
| 1             | Jeļena Ostapenko      | 436           | 51            |
| 2             | Aryna Sabalenka       | 350           | 57            |
| 3             | Kiki Bertens          | 347           | 81            |
| 4             | Belinda Bencic        | 322           | 68            |
| 5             | Ekaterina Alexandrova | 291           | 54            |
| 6             | Sofia Kenin           | 278           | 70            |
| 7             | Kristina Mladenovic   | 266           | 50            |
| 8             | Dayana Yastremska     | 262           | 52            |
| 9             | Donna Vekić           | 253           | 59            |
| 10            | Elise Mertens         | 253           | 60            |

| Aproveitamento de primeiro serviço | Aproveitamento de primeiro serviço | Aproveitamento de primeiro serviço | Aproveitamento de primeiro serviço |
| #                                  | Jogadora                           | %                                  | Jogos                              |
| ---------------------------------- | ---------------------------------- | ---------------------------------- | ---------------------------------- |
| 1                                  | Lesia Tsurenko                     | 70,1                               | 28                                 |
| 2                                  | Sloane Stephens                    | 69,0                               | 41                                 |
| 3                                  | Simona Halep                       | 68,9                               | 56                                 |
| 4                                  | Tamara Zidanšek                    | 68,8                               | 33                                 |
| 5                                  | Laura Siegemund                    | 68,6                               | 35                                 |
| 6                                  | Yulia Putintseva                   | 67,5                               | 52                                 |
| 7                                  | Svetlana Kuznetsova                | 67,2                               | 27                                 |
| 8                                  | Rebecca Peterson                   | 66,7                               | 43                                 |
| 9                                  | Johanna Konta                      | 66,7                               | 48                                 |
| 10                                 | Sara Sorribes Tormo                | 66,5                               | 30                                 |

| Aproveitamento de segundo serviço | Aproveitamento de segundo serviço | Aproveitamento de segundo serviço | Aproveitamento de segundo serviço |
| #                                 | Jogadora                          | %                                 | Jogos                             |
| --------------------------------- | --------------------------------- | --------------------------------- | --------------------------------- |
| 1                                 | Anastasia Potapova                | 49,1                              | 29                                |
| 2                                 | Iga Świątek                       | 46,2                              | 25                                |
| 3                                 | Jeļena Ostapenko                  | 45,7                              | 51                                |
| 4                                 | Tatjana Maria                     | 45,7                              | 32                                |
| 5                                 | Julia Görges                      | 45,0                              | 46                                |
| 6                                 | Ons Jabeur                        | 45,0                              | 33                                |
| 7                                 | Jennifer Brady                    | 44,4                              | 31                                |
| 8                                 | Viktória Kužmová                  | 44,2                              | 47                                |
| 9                                 | Camila Giorgi                     | 43,9                              | 27                                |
| 10                                | Polona Hercog                     | 43,9                              | 40                                |

| Pontos de primeiro serviço conquistados | Pontos de primeiro serviço conquistados | Pontos de primeiro serviço conquistados | Pontos de primeiro serviço conquistados |
| #                                       | Jogadora                                | %                                       | Jogos                                   |
| --------------------------------------- | --------------------------------------- | --------------------------------------- | --------------------------------------- |
| 1                                       | Serena Williams                         | 75,1                                    | 31                                      |
| 2                                       | Kristýna Plíšková                       | 72,9                                    | 39                                      |
| 3                                       | Ashleigh Barty                          | 72,8                                    | 64                                      |
| 4                                       | Karolína Plíšková                       | 72,8                                    | 67                                      |
| 5                                       | Julia Görges                            | 72,4                                    | 46                                      |
| 6                                       | Kiki Bertens                            | 72,1                                    | 81                                      |
| 7                                       | Naomi Osaka                             | 71,9                                    | 51                                      |
| 8                                       | Petra Kvitová                           | 71,3                                    | 53                                      |
| 9                                       | Madison Keys                            | 70,5                                    | 40                                      |
| 10                                      | Jennifer Brady                          | 70,2                                    | 31                                      |

| Pontos de segundo serviço conquistados | Pontos de segundo serviço conquistados | Pontos de segundo serviço conquistados | Pontos de segundo serviço conquistados |
| #                                      | Jogadora                               | %                                      | Jogos                                  |
| -------------------------------------- | -------------------------------------- | -------------------------------------- | -------------------------------------- |
| 1                                      | Ashleigh Barty                         | 51,4                                   | 64                                     |
| 2                                      | Johanna Konta                          | 50,7                                   | 48                                     |
| 3                                      | Caroline Garcia                        | 50,3                                   | 48                                     |
| 4                                      | Elena Rybakina                         | 50,2                                   | 33                                     |
| 5                                      | Rebecca Peterson                       | 50,0                                   | 43                                     |
| 6                                      | Petra Kvitová                          | 49,8                                   | 53                                     |
| 7                                      | Polona Hercog                          | 49,6                                   | 40                                     |
| 8                                      | Iga Świątek                            | 49,5                                   | 25                                     |
| 9                                      | Karolína Muchová                       | 49,5                                   | 40                                     |
| 10                                     | Serena Williams                        | 49,3                                   | 31                                     |

| Pontos de serviço conquistados | Pontos de serviço conquistados | Pontos de serviço conquistados | Pontos de serviço conquistados |
| #                              | Jogadora                       | %                              | Jogos                          |
| ------------------------------ | ------------------------------ | ------------------------------ | ------------------------------ |
| 1                              | Serena Williams                | 64,6                           | 31                             |
| 2                              | Ashleigh Barty                 | 63,7                           | 64                             |
| 3                              | Karolína Plíšková              | 62,9                           | 67                             |
| 4                              | Petra Kvitová                  | 62,9                           | 53                             |
| 5                              | Naomi Osaka                    | 62,0                           | 51                             |
| 6                              | Johanna Konta                  | 61,8                           | 48                             |
| 7                              | Kristýna Plíšková              | 61,4                           | 39                             |
| 8                              | Madison Keys                   | 61,4                           | 40                             |
| 9                              | Julia Görges                   | 61,4                           | 46                             |
| 10                             | Kiki Bertens                   | 61,4                           | 81                             |

| Pontos de devolução conquistados | Pontos de devolução conquistados | Pontos de devolução conquistados | Pontos de devolução conquistados |
| #                                | Jogadora                         | %                                | Jogos                            |
| -------------------------------- | -------------------------------- | -------------------------------- | -------------------------------- |
| 1                                | Markéta Vondroušová              | 47,8                             | 36                               |
| 2                                | Simona Halep                     | 47,5                             | 56                               |
| 3                                | Viktorija Golubic                | 47,4                             | 25                               |
| 4                                | Bianca Andreescu                 | 46,8                             | 42                               |
| 5                                | Amanda Anisimova                 | 46,6                             | 36                               |
| 6                                | Victoria Azarenka                | 46,6                             | 38                               |
| 7                                | Alizé Cornet                     | 46,6                             | 43                               |
| 8                                | Sara Sorribes Tormo              | 46,3                             | 30                               |
| 9                                | Serena Williams                  | 46,2                             | 31                               |
| 10                               | Angelique Kerber                 | 45,8                             | 47                               |

| Games de serviço conquistados | Games de serviço conquistados | Games de serviço conquistados | Games de serviço conquistados |
| #                             | Jogadora                      | %                             | Jogos                         |
| ----------------------------- | ----------------------------- | ----------------------------- | ----------------------------- |
| 1                             | Serena Williams               | 80,1                          | 31                            |
| 2                             | Ashleigh Barty                | 79,7                          | 64                            |
| 3                             | Petra Kvitová                 | 79,1                          | 53                            |
| 4                             | Karolína Plíšková             | 78,6                          | 67                            |
| 5                             | Johanna Konta                 | 78,3                          | 48                            |
| 6                             | Naomi Osaka                   | 77,5                          | 51                            |
| 7                             | Madison Keys                  | 76,0                          | 40                            |
| 8                             | Julia Görges                  | 75,7                          | 46                            |
| 9                             | Kristýna Plíšková             | 75,5                          | 39                            |
| 10                            | Kiki Bertens                  | 75,3                          | 81                            |

| Games de devolução conquistados | Games de devolução conquistados | Games de devolução conquistados | Games de devolução conquistados |
| #                               | Jogadora                        | %                               | Jogos                           |
| ------------------------------- | ------------------------------- | ------------------------------- | ------------------------------- |
| 1                               | Markéta Vondroušová             | 45,6                            | 36                              |
| 2                               | Simona Halep                    | 44,0                            | 56                              |
| 3                               | Viktorija Golubic               | 43,3                            | 25                              |
| 4                               | Bianca Andreescu                | 42,7                            | 42                              |
| 5                               | Victoria Azarenka               | 42,3                            | 38                              |
| 6                               | Amanda Anisimova                | 41,4                            | 36                              |
| 7                               | Serena Williams                 | 41,0                            | 31                              |
| 8                               | Alizé Cornet                    | 40,8                            | 43                              |
| 9                               | Kateryna Kozlova                | 40,5                            | 28                              |
| 10                              | Sara Sorribes Tormo             | 40,5                            | 30                              |

| Break points salvos | Break points salvos | Break points salvos | Break points salvos |
| #                   | Jogadora            | %                   | Jogos               |
| ------------------- | ------------------- | ------------------- | ------------------- |
| 1                   | Johanna Konta       | 65,0                | 48                  |
| 2                   | Bernarda Pera       | 64,2                | 31                  |
| 3                   | Kristýna Plíšková   | 63,4                | 39                  |
| 4                   | Julia Görges        | 62,6                | 46                  |
| 5                   | Karolína Plíšková   | 62,4                | 67                  |
| 6                   | Madison Keys        | 61,3                | 40                  |
| 7                   | Bianca Andreescu    | 61,2                | 42                  |
| 8                   | Mónica Puig         | 61,1                | 35                  |
| 9                   | Amanda Anisimova    | 61,1                | 36                  |
| 10                  | Naomi Osaka         | 61,1                | 51                  |

| Break points convertidos | Break points convertidos | Break points convertidos | Break points convertidos |
| #                        | Jogadora                 | %                        | Jogos                    |
| ------------------------ | ------------------------ | ------------------------ | ------------------------ |
| 1                        | Viktorija Golubic        | 55,0                     | 25                       |
| 2                        | Lesia Tsurenko           | 51,6                     | 28                       |
| 3                        | Yulia Putintseva         | 50,6                     | 52                       |
| 4                        | Simona Halep             | 50,5                     | 56                       |
| 5                        | Ajla Tomljanović         | 50,4                     | 54                       |
| 6                        | Kristina Mladenovic      | 50,1                     | 50                       |
| 7                        | Kateryna Kozlova         | 50,0                     | 28                       |
| 8                        | Camila Giorgi            | 49,8                     | 27                       |
| 9                        | Carla Suárez Navarro     | 49,8                     | 34                       |
| 10                       | Sara Sorribes Tormo      | 49,2                     | 30                       |

### Vitórias
Ao final da temporada. Chaves principais em simples.
| Em todos os pisos | Em todos os pisos | Em todos os pisos | Em todos os pisos |
| #                 | Jogadora          | Vitórias          | Derrotas          |
| ----------------- | ----------------- | ----------------- | ----------------- |
| 1                 | Ashleigh Barty    | 56                | 12                |
| 2                 | Kiki Bertens      | 55                | 26                |
| 3                 | Karolína Plíšková | 52                | 17                |
| 4                 | Belinda Bencic    | 49                | 21                |
| 5                 | Sofia Kenin       | 49                | 23                |
| 6                 | Simona Halep      | 43                | 17                |
| 7                 | Naomi Osaka       | 40                | 11                |
| 8                 | Aryna Sabalenka   | 39                | 22                |
| 8                 | Elina Svitolina   | 39                | 22                |
| 10                | Bianca Andreescu  | 37                | 7                 |

| No piso duro | No piso duro      | No piso duro | No piso duro |
| #            | Jogadora          | Vitórias     | Derrotas     |
| ------------ | ----------------- | ------------ | ------------ |
| 1            | Sofia Kenin       | 38           | 16           |
| 2            | Ashleigh Barty    | 37           | 9            |
| 3            | Karolína Plíšková | 35           | 12           |
| 4            | Bianca Andreescu  | 34           | 7            |
| 5            | Elina Svitolina   | 33           | 16           |
| 6            | Aryna Sabalenka   | 32           | 13           |
| 7            | Belinda Bencic    | 31           | 12           |
| 8            | Naomi Osaka       | 30           | 7            |
| 9            | Kiki Bertens      | 29           | 18           |
| 10           | Petra Kvitová     | 26           | 13           |

| No saibro | No saibro            | No saibro | No saibro |
| #         | Jogadora             | Vitórias  | Derrotas  |
| --------- | -------------------- | --------- | --------- |
| 1         | Kiki Bertens         | 17        | 5         |
| 2         | Petra Martić         | 15        | 3         |
| 2         | Markéta Vondroušová  | 15        | 3         |
| 4         | Johanna Konta        | 15        | 4         |
| 5         | Maria Sakkari        | 13        | 5         |
| 6         | Anastasija Sevastova | 13        | 7         |
| 7         | Jil Teichmann        | 12        | 5         |
| 8         | Fiona Ferro          | 12        | 5         |
| 9         | Ashleigh Barty       | 11        | 2         |
| 10        | Mónica Puig          | 11        | 3         |

| Na grama | Na grama          | Na grama | Na grama |
| #        | Jogadora          | Vitórias | Derrotas |
| -------- | ----------------- | -------- | -------- |
| 1        | Karolína Plíšková | 9        | 2        |
| 1        | Alison Riske      | 9        | 2        |
| 3        | Kiki Bertens      | 9        | 3        |
| 4        | Simona Halep      | 9        | 1        |
| 5        | Ashleigh Barty    | 8        | 1        |
| 6        | Barbora Strýcová  | 8        | 3        |
| 7        | Caroline Garcia   | 7        | 2        |
| 8        | Belinda Bencic    | 7        | 3        |
| 8        | Angelique Kerber  | 7        | 3        |
| 8        | Johanna Konta     | 7        | 3        |

| Em três sets | Em três sets      | Em três sets | Em três sets |
| #            | Jogadora          | Vitórias     | Derrotas     |
| ------------ | ----------------- | ------------ | ------------ |
| 1            | Belinda Bencic    | 20           | 11           |
| 2            | Ashleigh Barty    | 19           | 6            |
| 3            | Karolína Plíšková | 19           | 13           |
| 4            | Kiki Bertens      | 18           | 13           |
| 5            | Naomi Osaka       | 17           | 3            |
| 6            | Sofia Kenin       | 17           | 12           |
| 7            | Petra Martić      | 16           | 3            |
| 8            | Hsieh Su-wei      | 16           | 9            |
| 9            | Johanna Konta     | 15           | 3            |
| 10           | Bianca Andreescu  | 15           | 5            |

| Tiebreaks | Tiebreaks        | Tiebreaks | Tiebreaks |
| #         | Jogadora         | Vencidos  | Perdidos  |
| --------- | ---------------- | --------- | --------- |
| 1         | Sofia Kenin      | 13        | 8         |
| 2         | Kiki Bertens     | 12        | 12        |
| 3         | Sloane Stephens  | 11        | 2         |
| 4         | Belinda Bencic   | 11        | 3         |
| 4         | Zheng Jie        | 11        | 3         |
| 6         | Magda Linette    | 11        | 6         |
| 7         | Naomi Osaka      | 10        | 4         |
| 8         | Hsieh Su-wei     | 10        | 8         |
| 9         | Petra Kvitová    | 9         | 6         |
| 10        | Yulia Putintseva | 9         | 7         |

| Contra oponentes do Top 10 | Contra oponentes do Top 10 | Contra oponentes do Top 10 | Contra oponentes do Top 10 |
| #                          | Jogadora                   | Vitórias                   | Derrotas                   |
| -------------------------- | -------------------------- | -------------------------- | -------------------------- |
| 1                          | Ashleigh Barty             | 12                         | 6                          |
| 2                          | Belinda Bencic             | 11                         | 8                          |
| 3                          | Bianca Andreescu           | 8                          | 3                          |
| 4                          | Kiki Bertens               | 8                          | 4                          |
| 5                          | Johanna Konta              | 7                          | 4                          |
| 6                          | Naomi Osaka                | 6                          | 1                          |
| 7                          | Simona Halep               | 6                          | 5                          |
| 8                          | Karolína Plíšková          | 5                          | 4                          |
| 9                          | Maria Sakkari              | 5                          | 6                          |
| 10                         | Sofia Kenin                | 5                          | 10                         |

| Contra oponentes do Top 5 | Contra oponentes do Top 5 | Contra oponentes do Top 5 | Contra oponentes do Top 5 |
| #                         | Jogadora                  | Vitórias                  | Derrotas                  |
| ------------------------- | ------------------------- | ------------------------- | ------------------------- |
| 1                         | Belinda Bencic            | 6                         | 2                         |
| 2                         | Kiki Bertens              | 5                         | 3                         |
| 2                         | Karolína Plíšková         | 5                         | 3                         |
| 4                         | Bianca Andreescu          | 4                         | 3                         |
| 5                         | Serena Williams           | 3                         | 0                         |
| 6                         | Ashleigh Barty            | 3                         | 2                         |
| 7                         | Alison Riske              | 3                         | 3                         |
| 8                         | Yulia Putintseva          | 3                         | 5                         |
| 9                         | Marie Bouzková            | 2                         | 0                         |
| 9                         | Markéta Vondroušová       | 2                         | 0                         |

## Rankings
Estes são os rankings das 20 melhores jogadoras em simples e duplas. As corridas exibem a classificação ao WTA Finals, com pontos computados desde o início da temporada até o último torneio regular, antes do principal evento de fim de temporada. Os rankings finais contemplam toda a temporada; são os da primeira segunda-feira após o último torneio informado nesta página.

### Simples
| Corrida final de simples - Porsche Race to Shenzhen (21 de outubro de 2019) | Corrida final de simples - Porsche Race to Shenzhen (21 de outubro de 2019) | Corrida final de simples - Porsche Race to Shenzhen (21 de outubro de 2019) | Corrida final de simples - Porsche Race to Shenzhen (21 de outubro de 2019) |
| Pos.                                                                        | Jogadora                                                                    | Pontos                                                                      | Torneios                                                                    |
| --------------------------------------------------------------------------- | --------------------------------------------------------------------------- | --------------------------------------------------------------------------- | --------------------------------------------------------------------------- |
| 1ª                                                                          | Ashleigh Barty                                                              | 6.476                                                                       | 14                                                                          |
| 2ª                                                                          | Karolína Plíšková                                                           | 5.315                                                                       | 18                                                                          |
| 3ª                                                                          | Naomi Osaka                                                                 | 5.246                                                                       | 16                                                                          |
| 4ª                                                                          | Simona Halep                                                                | 4.962                                                                       | 14                                                                          |
| 5ª                                                                          | Bianca Andreescu                                                            | 4.942                                                                       | 14                                                                          |
| 6ª                                                                          | Petra Kvitová                                                               | 4.401                                                                       | 16                                                                          |
| 7ª                                                                          | Belinda Bencic                                                              | 4.120                                                                       | 24                                                                          |
| 8ª                                                                          | Elina Svitolina                                                             | 3.995                                                                       | 21                                                                          |
| 9ª                                                                          | Serena Williams                                                             | 3.935                                                                       | 10                                                                          |
| 10ª                                                                         | Kiki Bertens                                                                | 3.870                                                                       | 26                                                                          |
| 11ª                                                                         | Johanna Konta                                                               | 2.879                                                                       | 17                                                                          |
| 12ª                                                                         | Sofia Kenin                                                                 | 2.615                                                                       | 23                                                                          |
| 13ª                                                                         | Madison Keys                                                                | 2.607                                                                       | 14                                                                          |
| 14ª                                                                         | Aryna Sabalenka                                                             | 2.520                                                                       | 23                                                                          |
| 15ª                                                                         | Petra Martić                                                                | 2.458                                                                       | 17                                                                          |
| 16ª                                                                         | Markéta Vondroušová                                                         | 2.390                                                                       | 11                                                                          |
| 17ª                                                                         | Angelique Kerber                                                            | 2.275                                                                       | 21                                                                          |
| 18ª                                                                         | Elise Mertens                                                               | 2.190                                                                       | 25                                                                          |
| 19ª                                                                         | Alison Riske                                                                | 2.185                                                                       | 23                                                                          |
| 20ª                                                                         | Donna Vekić                                                                 | 2.185                                                                       | 22                                                                          |

| Ranking final de simples (11 de novembro de 2019) | Ranking final de simples (11 de novembro de 2019) | Ranking final de simples (11 de novembro de 2019) | Ranking final de simples (11 de novembro de 2019) | Ranking final de simples (11 de novembro de 2019) | Ranking final de simples (11 de novembro de 2019) | Ranking final de simples (11 de novembro de 2019) | Ranking final de simples (11 de novembro de 2019) | Ranking final de simples (11 de novembro de 2019) |
| Pos.                                              | Jogadora                                          | Idade                                             | Pontos                                            | Torneios                                          | Pos. '18                                          | Maior                                             | Menor                                             | Variação                                          |
| ------------------------------------------------- | ------------------------------------------------- | ------------------------------------------------- | ------------------------------------------------- | ------------------------------------------------- | ------------------------------------------------- | ------------------------------------------------- | ------------------------------------------------- | ------------------------------------------------- |
| 1ª                                                | Ashleigh Barty                                    | 23                                                | 7.851                                             | 15                                                | 15                                                | 1                                                 | 15                                                | 14                                                |
| 2ª                                                | Karolína Plíšková                                 | 27                                                | 5.940                                             | 19                                                | 8                                                 | 2                                                 | 8                                                 | 6                                                 |
| 3ª                                                | Naomi Osaka                                       | 22                                                | 5.496                                             | 17                                                | 5                                                 | 1                                                 | 5                                                 | 2                                                 |
| 4ª                                                | Simona Halep                                      | 28                                                | 5.462                                             | 17                                                | 1                                                 | 1                                                 | 8                                                 | 3                                                 |
| 5ª                                                | Bianca Andreescu                                  | 19                                                | 5.192                                             | 15                                                | 178                                               | 4                                                 | 178                                               | 173                                               |
| 6ª                                                | Elina Svitolina                                   | 25                                                | 5.075                                             | 22                                                | 4                                                 | 3                                                 | 9                                                 | 2                                                 |
| 7ª                                                | Petra Kvitová                                     | 29                                                | 4.776                                             | 17                                                | 7                                                 | 2                                                 | 8                                                 | Estável                                           |
| 8ª                                                | Belinda Bencic                                    | 22                                                | 4.685                                             | 24                                                | 38                                                | 7                                                 | 55                                                | 30                                                |
| 9ª                                                | Kiki Bertens                                      | 27                                                | 4.245                                             | 27                                                | 9                                                 | 4                                                 | 10                                                | Estável                                           |
| 10ª                                               | Serena Williams                                   | 38                                                | 3.935                                             | 10                                                | 16                                                | 8                                                 | 16                                                | 6                                                 |
| 11ª                                               | Aryna Sabalenka                                   | 21                                                | 3.120                                             | 24                                                | 11                                                | 9                                                 | 16                                                | Estável                                           |
| 12ª                                               | Johanna Konta                                     | 28                                                | 2.879                                             | 17                                                | 37                                                | 11                                                | 47                                                | 25                                                |
| 13ª                                               | Madison Keys                                      | 24                                                | 2.767                                             | 15                                                | 17                                                | 9                                                 | 18                                                | 4                                                 |
| 14ª                                               | Sofia Kenin                                       | 20                                                | 2.740                                             | 24                                                | 52                                                | 12                                                | 56                                                | 38                                                |
| 15ª                                               | Petra Martić                                      | 28                                                | 2.617                                             | 18                                                | 32                                                | 15                                                | 53                                                | 17                                                |
| 16ª                                               | Markéta Vondroušová                               | 20                                                | 2.390                                             | 12                                                | 67                                                | 14                                                | 81                                                | 51                                                |
| 17ª                                               | Elise Mertens                                     | 23                                                | 2.290                                             | 26                                                | 13                                                | 12                                                | 26                                                | 4                                                 |
| 18ª                                               | Alison Riske                                      | 29                                                | 2.210                                             | 24                                                | 63                                                | 18                                                | 63                                                | 45                                                |
| 19ª                                               | Donna Vekić                                       | 23                                                | 2.205                                             | 23                                                | 34                                                | 19                                                | 34                                                | 15                                                |
| 20ª                                               | Angelique Kerber                                  | 31                                                | 2.175                                             | 22                                                | 2                                                 | 2                                                 | 20                                                | 18                                                |

#### Número 1 do mundo
| Jogadora       | Ganhou o posto | Perdeu o posto |
| -------------- | -------------- | -------------- |
| Simona Halep   | antes de 2019  | 27/01/2019     |
| Naomi Osaka    | 28/01/2019     | 23/06/2019     |
| Ashleigh Barty | 24/06/2019     | 11/08/2019     |
| Naomi Osaka    | 12/08/2019     | 08/09/2019     |
| Ashleigh Barty | 09/09/2019     | depois de 2019 |

### Duplas
| Corrida final de duplas - Porsche Race to Shenzhen (21 de outubro de 2019) | Corrida final de duplas - Porsche Race to Shenzhen (21 de outubro de 2019) | Corrida final de duplas - Porsche Race to Shenzhen (21 de outubro de 2019) | Corrida final de duplas - Porsche Race to Shenzhen (21 de outubro de 2019) |
| Pos.                                                                       | Jogadora                                                                   | Pontos                                                                     | Torneios                                                                   |
| -------------------------------------------------------------------------- | -------------------------------------------------------------------------- | -------------------------------------------------------------------------- | -------------------------------------------------------------------------- |
| 1ª                                                                         | Elise Mertens Aryna Sabalenka                                              | 6.057                                                                      | 11                                                                         |
| 2ª                                                                         | Hsieh Su-wei Barbora Strýcová                                              | 5.490                                                                      | 13                                                                         |
| 3ª                                                                         | Tímea Babos Kristina Mladenovic                                            | 5.211                                                                      | 10                                                                         |
| 4ª                                                                         | Gabriela Dabrowski Xu Yifan                                                | 4.635                                                                      | 20                                                                         |
| 5ª                                                                         | Chan Hao-ching Latisha Chan                                                | 4.145                                                                      | 20                                                                         |
| 6ª                                                                         | Barbora Krejčíková Kateřina Siniaková                                      | 4.000                                                                      | 11                                                                         |
| 7ª                                                                         | Samantha Stosur Zhang Shuai                                                | 3.920                                                                      | 13                                                                         |
| 8ª                                                                         | Anna-Lena Grönefeld Demi Schuurs                                           | 3.895                                                                      | 15                                                                         |
| 9ª                                                                         | Victoria Azarenka Ashleigh Barty                                           | 3.440                                                                      | 8                                                                          |
| 10ª                                                                        | Nicole Melichar Květa Peschke                                              | 3.415                                                                      | 25                                                                         |

| Ranking final de duplas (11 de novembro de 2019) | Ranking final de duplas (11 de novembro de 2019) | Ranking final de duplas (11 de novembro de 2019) | Ranking final de duplas (11 de novembro de 2019) | Ranking final de duplas (11 de novembro de 2019) | Ranking final de duplas (11 de novembro de 2019) | Ranking final de duplas (11 de novembro de 2019) | Ranking final de duplas (11 de novembro de 2019) | Ranking final de duplas (11 de novembro de 2019) |
| Pos.                                             | Jogadora                                         | Idade                                            | Pontos                                           | Torneios                                         | Pos. '18                                         | Maior                                            | Menor                                            | Variação                                         |
| ------------------------------------------------ | ------------------------------------------------ | ------------------------------------------------ | ------------------------------------------------ | ------------------------------------------------ | ------------------------------------------------ | ------------------------------------------------ | ------------------------------------------------ | ------------------------------------------------ |
| 1ª                                               | Barbora Strýcová                                 | 33                                               | 7.110                                            | 17                                               | 5                                                | 1                                                | 5                                                | 4                                                |
| 2ª                                               | Kristina Mladenovic                              | 26                                               | 6.990                                            | 14                                               | 3                                                | 1                                                | 5                                                | 2                                                |
| 3ª                                               | Tímea Babos                                      | 26                                               | 6.965                                            | 15                                               | 3                                                | 2                                                | 6                                                | Estável                                          |
| 4ª                                               | Hsieh Su-wei                                     | 33                                               | 6.705                                            | 19                                               | 17                                               | 4                                                | 25                                               | 13                                               |
| 5ª                                               | Aryna Sabalenka                                  | 21                                               | 6.655                                            | 13                                               | 61                                               | 2                                                | 85                                               | 56                                               |
| 6ª                                               | Elise Mertens                                    | 23                                               | 6.615                                            | 14                                               | 11                                               | 2                                                | 12                                               | 5                                                |
| 7ª                                               | Kateřina Siniaková                               | 23                                               | 4.955                                            | 19                                               | 1                                                | 1                                                | 8                                                | 6                                                |
| 8ª                                               | Xu Yifan                                         | 31                                               | 4.950                                            | 22                                               | 12                                               | 8                                                | 18                                               | 4                                                |
| 8ª                                               | Gabriela Dabrowski                               | 27                                               | 4.950                                            | 24                                               | 10                                               | 8                                                | 15                                               | 1                                                |
| 10ª                                              | Zhang Shuai                                      | 30                                               | 4.705                                            | 21                                               | 33                                               | 9                                                | 33                                               | 23                                               |
| 11ª                                              | Anna-Lena Grönefeld                              | 34                                               | 4.670                                            | 22                                               | 27                                               | 10                                               | 33                                               | 16                                               |
| 12ª                                              | Samantha Stosur                                  | 35                                               | 4.535                                            | 15                                               | 70                                               | 10                                               | 70                                               | 58                                               |
| 13ª                                              | Barbora Krejčíková                               | 23                                               | 4.490                                            | 13                                               | 1                                                | 1                                                | 14                                               | 12                                               |
| 14ª                                              | Demi Schuurs                                     | 26                                               | 4.390                                            | 22                                               | 8                                                | 7                                                | 17                                               | 6                                                |
| 15ª                                              | Chan Hao-ching                                   | 26                                               | 4.280                                            | 21                                               | 25                                               | 11                                               | 23                                               | 10                                               |
| 15ª                                              | Latisha Chan                                     | 30                                               | 4.280                                            | 21                                               | 21                                               | 11                                               | 21                                               | 6                                                |
| 17ª                                              | Duan Yingying                                    | 30                                               | 3.800                                            | 22                                               | 69                                               | 17                                               | 83                                               | 52                                               |
| 18ª                                              | Victoria Azarenka                                | 30                                               | 3.731                                            | 11                                               | 271                                              | 18                                               | 274                                              | 253                                              |
| 18ª                                              | Ashleigh Barty                                   | 23                                               | 3.635                                            | 10                                               | 7                                                | 6                                                | 19                                               | 11                                               |
| 20ª                                              | Nicole Melichar                                  | 26                                               | 3.465                                            | 27                                               | 15                                               | 12                                               | 20                                               | 5                                                |

#### Número 1 do mundo
| Jogadora                              | Ganhou o posto | Perdeu o posto |
| ------------------------------------- | -------------- | -------------- |
| Barbora Krejčíková Kateřina Siniaková | antes de 2019  | 13/01/2019     |
| Kateřina Siniaková                    | 14/01/2019     | 09/06/2019     |
| Kristina Mladenovic                   | 10/06/2019     | 14/07/2019     |
| Barbora Strýcová                      | 15/07/2019     | 06/10/2019     |
| Kristina Mladenovic                   | 07/10/2019     | 20/10/2019     |
| Barbora Strýcová                      | 21/10/2019     | depois de 2019 |

## Distribuição de pontos
A distribuição de pontos para a temporada de 2019 foi definida:
O Torneio de Wimbledon era o único do Grand Slam com qualificatório de duplas, mas deixou de tê-lo a partir deste ano, o que zera os pontos nessa faixa da categoria.
| Categoria                           | T      | F      | SF  | QF                                                  | R16                                                 | R32                                                 | R64                                                 | R128                                                | Q                                                   | Q3                                                  | Q2                                                  | Q1                                                  |
| ----------------------------------- | ------ | ------ | --- | --------------------------------------------------- | --------------------------------------------------- | --------------------------------------------------- | --------------------------------------------------- | --------------------------------------------------- | --------------------------------------------------- | --------------------------------------------------- | --------------------------------------------------- | --------------------------------------------------- |
| Grand Slam (S)                      | 2000   | 1300   | 780 | 430                                                 | 240                                                 | 130                                                 | 70                                                  | 10                                                  | 40                                                  | 30                                                  | 20                                                  | 2                                                   |
| Grand Slam (D)                      | 2000   | 1300   | 780 | 430                                                 | 240                                                 | 130                                                 | 10                                                  | –                                                   | –                                                   | –                                                   | –                                                   | –                                                   |
| WTA Finals (S)                      | 750+FG | 330+FG | FG  | Fase de grupos (FG): 125 por vitória + 125 por jogo | Fase de grupos (FG): 125 por vitória + 125 por jogo | Fase de grupos (FG): 125 por vitória + 125 por jogo | Fase de grupos (FG): 125 por vitória + 125 por jogo | Fase de grupos (FG): 125 por vitória + 125 por jogo | Fase de grupos (FG): 125 por vitória + 125 por jogo | Fase de grupos (FG): 125 por vitória + 125 por jogo | Fase de grupos (FG): 125 por vitória + 125 por jogo | Fase de grupos (FG): 125 por vitória + 125 por jogo |
| WTA Finals (D)                      | 1500   | 1080   | 750 | 375                                                 | –                                                   | –                                                   | –                                                   | –                                                   | –                                                   | –                                                   | –                                                   | –                                                   |
| WTA Elite Trophy (S)                | 460+FG | 200+FG | FG  | Fase de grupos (FG): 80 por vitória + 40 por jogo   | Fase de grupos (FG): 80 por vitória + 40 por jogo   | Fase de grupos (FG): 80 por vitória + 40 por jogo   | Fase de grupos (FG): 80 por vitória + 40 por jogo   | Fase de grupos (FG): 80 por vitória + 40 por jogo   | Fase de grupos (FG): 80 por vitória + 40 por jogo   | Fase de grupos (FG): 80 por vitória + 40 por jogo   | Fase de grupos (FG): 80 por vitória + 40 por jogo   | Fase de grupos (FG): 80 por vitória + 40 por jogo   |
| WTA Premier Mandatory (96S, 48Q)    | 1000   | 650    | 390 | 215                                                 | 120                                                 | 65                                                  | 35                                                  | 10                                                  | 30                                                  | –                                                   | 20                                                  | 2                                                   |
| WTA Premier Mandatory (64/60S, 32Q) | 1000   | 650    | 390 | 215                                                 | 120                                                 | 65                                                  | 10                                                  | –                                                   | 30                                                  | –                                                   | 20                                                  | 2                                                   |
| WTA Premier Mandatory (28/32D)      | 1000   | 650    | 390 | 215                                                 | 120                                                 | 10                                                  | –                                                   | –                                                   | –                                                   | –                                                   | –                                                   | –                                                   |
| WTA Premier 5 (56S, 64Q)            | 900    | 585    | 350 | 190                                                 | 105                                                 | 60                                                  | 1                                                   | –                                                   | 30                                                  | 22                                                  | 15                                                  | 1                                                   |
| WTA Premier 5 (56S, 48/32Q)         | 900    | 585    | 350 | 190                                                 | 105                                                 | 60                                                  | 1                                                   | –                                                   | 30                                                  | –                                                   | 20                                                  | 1                                                   |
| WTA Premier 5 (28D)                 | 900    | 585    | 350 | 190                                                 | 105                                                 | 1                                                   | –                                                   | –                                                   | –                                                   | –                                                   | –                                                   | –                                                   |
| WTA Premier 5 (16D)                 | 900    | 585    | 350 | 190                                                 | 1                                                   | –                                                   | –                                                   | –                                                   | –                                                   | –                                                   | –                                                   | –                                                   |
| WTA Premier (56S)                   | 470    | 305    | 185 | 100                                                 | 55                                                  | 30                                                  | 1                                                   | –                                                   | 25                                                  | –                                                   | 13                                                  | 1                                                   |
| WTA Premier (32S)                   | 470    | 305    | 185 | 100                                                 | 55                                                  | 1                                                   | –                                                   | –                                                   | 25                                                  | 18                                                  | 13                                                  | 1                                                   |
| WTA Premier (16D)                   | 470    | 305    | 185 | 100                                                 | 1                                                   | –                                                   | –                                                   | –                                                   | –                                                   | –                                                   | –                                                   | –                                                   |
| WTA International (32S, 32Q)        | 280    | 180    | 110 | 60                                                  | 30                                                  | 1                                                   | –                                                   | –                                                   | 18                                                  | 14                                                  | 10                                                  | 1                                                   |
| WTA International (32S, 16Q)        | 280    | 180    | 110 | 60                                                  | 30                                                  | 1                                                   | –                                                   | –                                                   | 18                                                  | –                                                   | 12                                                  | 1                                                   |
| WTA International (16D)             | 280    | 180    | 110 | 60                                                  | 1                                                   | –                                                   | –                                                   | –                                                   | –                                                   | –                                                   | –                                                   | –                                                   |

## Aposentadorias e retornos
Notáveis tenistas (campeãs de pelo menos um torneio do circuito WTA e/ou top 100 no ranking de simples ou duplas por pelo menos uma semana) que anunciaram o fim de suas carreiras profissionais ou que, já aposentadas, retornaram ao circuito durante a temporada de 2019:

### Aposentadorias
Legenda:
- (V) vencedora; (F) finalista; (SF) semifinalista: (QF) quadrifinalista; (#R) derrotada na #ª fase da chave principal; (Q#) derrotada na #ª fase do qualificatório;

- (AO) Australian Open; (RG) Roland Garros; (WC) Wimbledon; (USO) US Open;

- (S) simples; (D) duplas; (DM) duplas mistas.

| 80ª | S | 26/06/2017 |

| 3R | WC | 2016 | S |

| 4ª  | S | 20/03/2017 |
| 59ª | D | 13/08/2012 |

| 8 | S |
| 1 | D |

| F | AO | 2014 | S |

| 66ª | S | 12/10/2015 |
| 96ª | D | 11/06/2018 |

| 1 | S |
| 1 | D |

| QF | WC | 2016 | DM |

| 79ª | S | 23/06/2014 |

| 3R | RG  | 2014 | S |
| 3R | USO | 2013 | S |

| 14ª | S | 17/04/2006 |
| 7ª  | D | 06/03/2006 |

| 1  | S  |
| 17 | D  |
| 2  | DM |

| V | RG | 2014 | DM |
| V | WC | 2009 | DM |

| 47ª | D | 13/06/2016 |

| 2 | D |

| 2R | RG  | 2016 | D |
| 2R | USO | 2016 | D |

| 50ª | S | 07/08/2006 |
| 64ª | D | 30/10/2006 |

| 3R | WC | 2006 | D |

| 98ª | S | 14/09/2015 |
| 64ª | D | 01/02/2016 |

| 2 | D |

| 1R | AO | 2015 | S |

| 46ª | S | 12/07/2010 |
| 22ª | D | 02/04/2012 |

| 11 | D |

| QF | RG | 2014 | D |
| QF | DM | 2014 |   |
| QF | WC | 2011 | D |

| 5ª | S | 14/09/2015 |
| 1ª | D | 21/08/2017 |

| 7  | S |
| 15 | D |

| V | AO  | 2015 2017 | D |
| V | RG  | 2015 2017 | D |
| V | USO | 2016      | D |

| 100ª | D | 14/01/2019 |

| 1R | WC | 2018 | S |

### Retornos
Legenda:
- (V) vencedora; (F) finalista; (SF) semifinalista: (QF) quadrifinalista; (#R) derrotada na #ª fase da chave principal; (Q#) derrotada na #ª fase do qualificatório;

- (AO) Australian Open; (RG) Roland Garros; (WC) Wimbledon; (USO) US Open;

- (S) simples; (D) duplas; (DM) duplas mistas.

| 12ª | S | 04/02/2008 |
| 91ª | D | 13/08/2007 |

| 2 | S |

| V | RG | 2004 | DM |

## Prêmios
Os vencedores do WTA Awards de 2019 foram anunciados no final da temporada.
- Jogadora do ano:  Ashleigh Barty;
- Dupla do ano:  Tímea Babos /  Kristina Mladenovic;
- Jogadora que mais evoluiu:  Sofia Kenin;
- Revelação do ano:  Bianca Andreescu;
- Retorno do ano:  Belinda Bencic;
- Treinador do ano:  Craig Tyzzer ( Ashleigh Barty).

- Peachy Kellmeyer Player Service:  Gabriela Dabrowski;
- Esportividade Karen Krantzcke:  Petra Kvitová;
- Jerry Diamond Aces:  Kiki Bertens;
- Georgina Clark Mother:  Chris Evert.

Torneios do ano:
- WTA Premier Mandatory:  Indian Wells;
- WTA Premier 5:  Dubai;
- WTA Premier:  São Petersburgo e  Stuttgart (empate);
- WTA International:  Acapulco e  Auckland (empate).

Favoritos do torcedor:
- Jogadora:  Simona Halep;

- Jogada do ano:  Iga Świątek nas semifinais do WTA de Lugano;
- Jogo do ano:  Naomi Osaka vs.  Bianca Andreescu, pelas quartas de final do WTA de Pequim;
- Jogo do Grand Slam do ano:  Naomi Osaka vs.  Petra Kvitová, pela final do Australian Open.